# Thermes romains

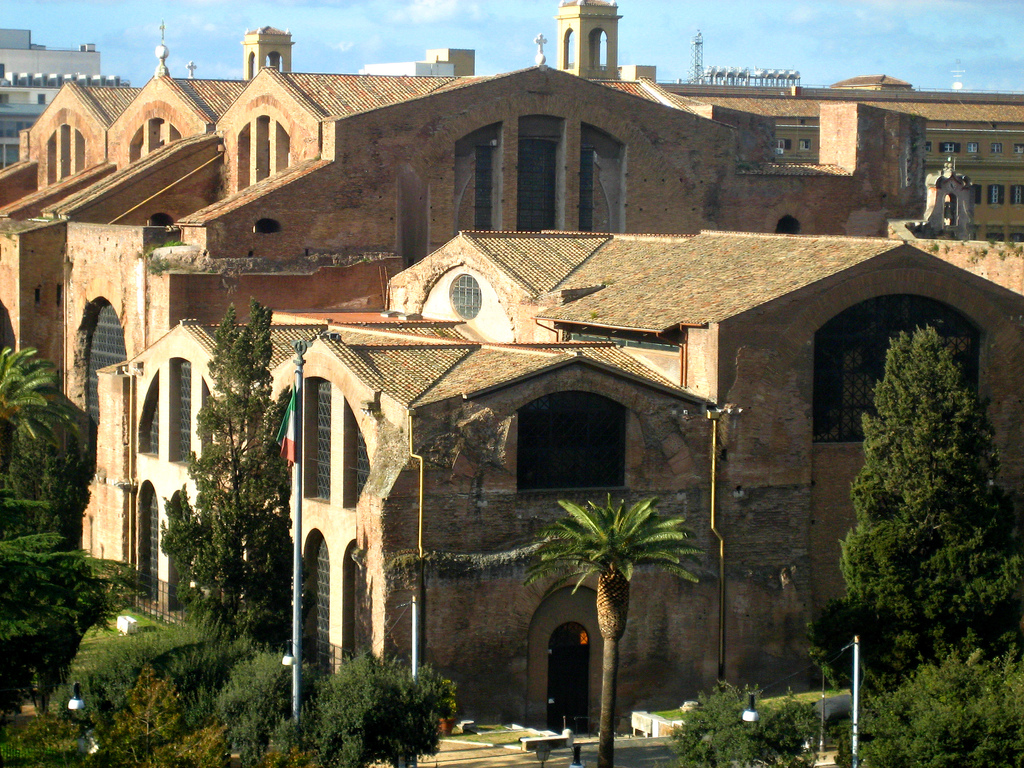
Vestiges des thermes de Dioclétien à Rome.

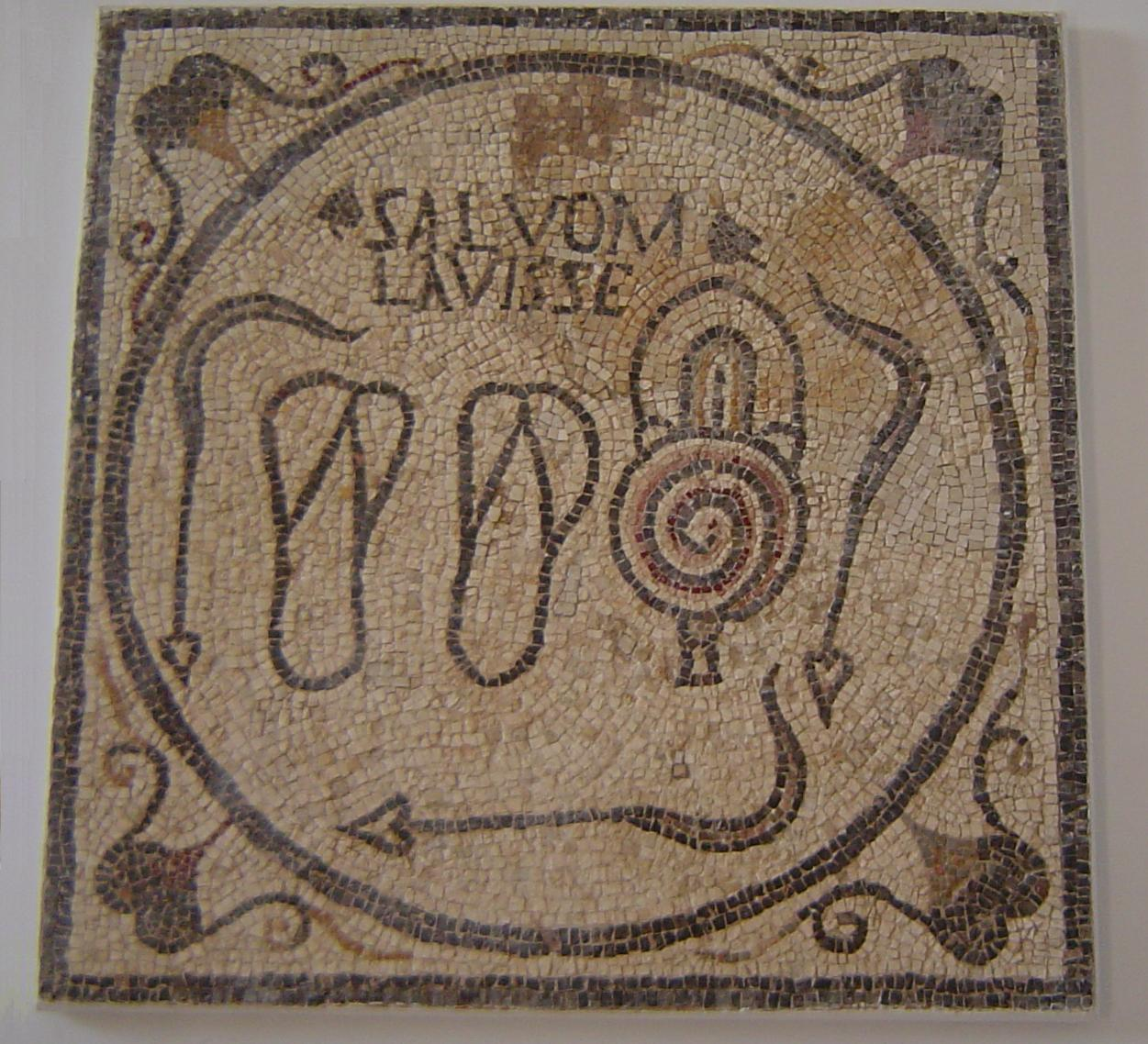
Mosaïque de bains publics (Sabratha, Libye) dont l'inscription, ', exprime le souhait que les baigneurs aient apprécié leur bain,.

Les thermes romains (en latin thermæ, du grec θερμός / thermós, « chaud ») sont des établissements abritant les bains publics (en latin : balnea) de la Rome antique qui participent au maintien de la santé publique en permettant aux populations de se laver régulièrement. Leur ouverture progressive à toutes les couches sociales en fait des lieux de grande mixité. Durant l'Empire romain, la pratique du thermalisme dans des établissements dédiés accessibles à tous et offrant plus de services que la simple fonction de bain devient une caractéristique de la culture romaine.

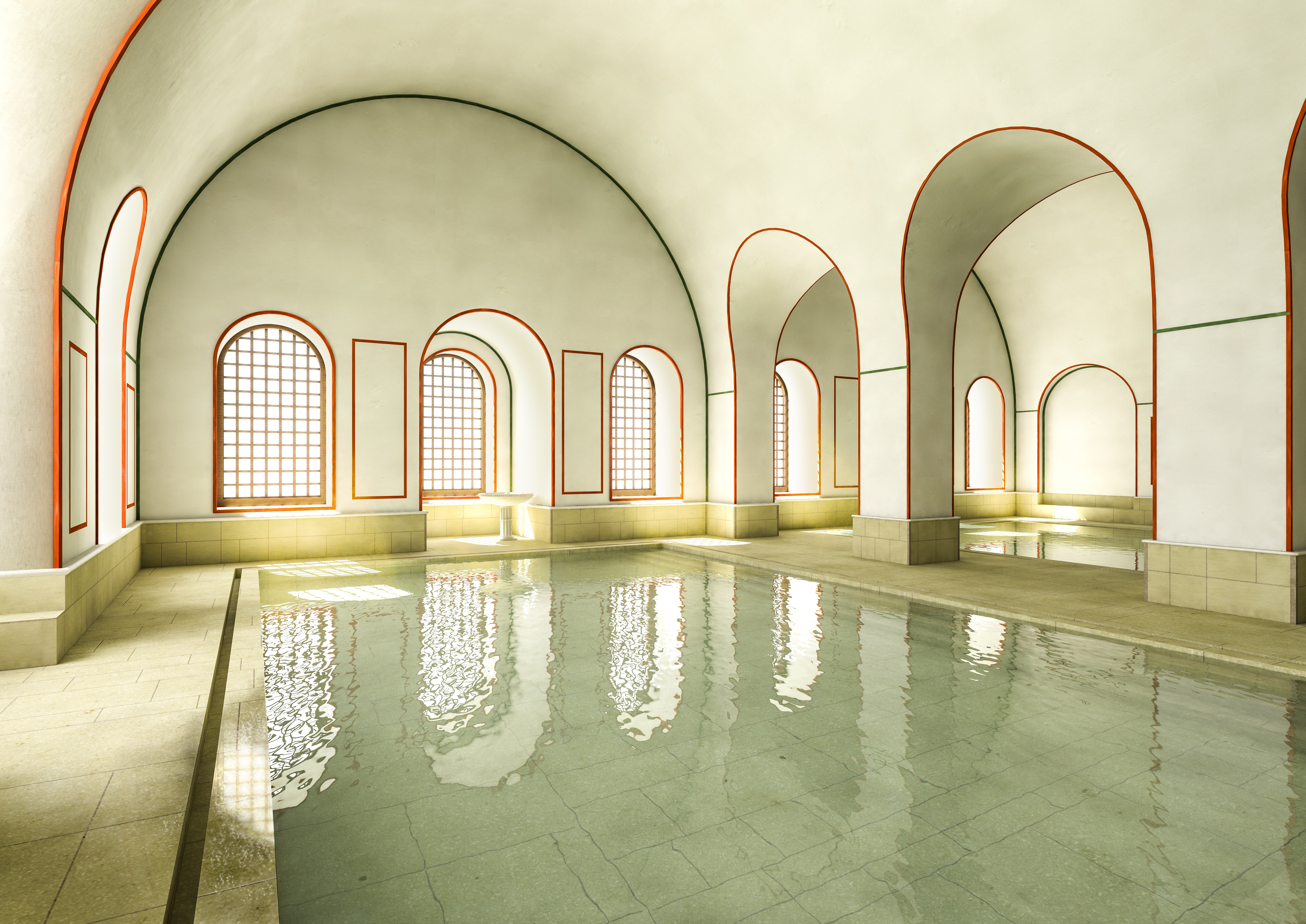
Reconstitution 3D de la salle des piscines chaudes des thermes de Chassenon (Charente).

## Terminologie
Le terme latin thermae, qui dérive du grec θερμός / thermós, « chaud », sous-entendant aquae, « eaux » , semble apparaître assez tardivement pour désigner les grands établissements à double circulation ayant acquis les fonctions traditionnelles de la palestre grecque et dont les thermes de Néron sont le premier exemple à Rome. Les sources antiques ne commencent à l'utiliser qu'après la construction des thermes de Titus, vers la fin du Ier siècle, et des auteurs comme Cicéron ou Tite-Live ne l'emploient pas. Avant cette évolution des dimensions pour accueillir davantage de baigneurs, les établissements de bains romains sont désignés par les termes balneae, balnea ou balinea (issus du grec βαλανεῖον / balaneion, « bain »), laconicum ou gymnasium,. Ces termes ne disparaissent pas pour autant au profit du mot thermae et il semble se faire une distinction entre thermae et balnea, certaines installations comportant les deux comme les bains de Pompéi du consul de 64, Marcus Licinius Crassus Frugi,,.
De manière générale, il semble que ce soit la taille et l'intégration de l'établissement dans le paysage urbain qui soient les critères permettant de distinguer les balnea des thermae après le Ier siècle. Les premiers sont des établissements privés mais ouverts au public, de taille réduite et qui s'intègrent tant bien que mal dans les espaces réduits du tissu urbain. Au contraire, les thermae sont des établissements de grande taille qui sont construits au sein de vastes parcs et jardins entourés de portiques qui les séparent nettement des quartiers avoisinants. La construction de tels établissements est souvent prise en charge par l'État.

## Histoire

### Les premiers bains romains

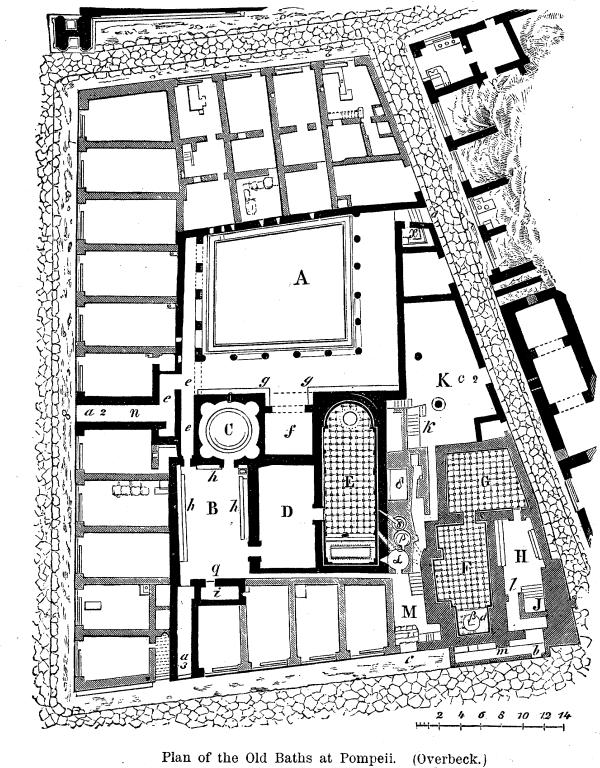
Plan des premiers thermes de Pompéi.

La pratique du bain chez les Romains s'inspire de celle attestée en Grèce depuis la fin du Ve siècle av. J.-C. Les thermes de Stabies de Pompéi, fonctionnels dès le IVe siècle av. J.-C., s'organisent autour d'une palestre centrale, élément typiquement grec, mais ne se composent au départ que de bains froids alimentés avec l'eau d'un puits. Les premiers bains tièdes et chauds apparaissent durant la deuxième moitié du IIe siècle av. J.-C. avec la diffusion du principe de l'hypocauste dans le monde romain que Pline l'Ancien attribue à Caius Sergius Orata,. Les premiers bains sont peu éclairés et lugubres, le nombre et la taille des fenêtres étant réduits au minimum afin d'éviter les déperditions de chaleur. Ce problème est partiellement résolu avec l'apparition des tegulae mammatae (littéralement « tuiles à mamelons »). Ces tuiles plates équipées de pattes coniques permettent la création d'une cloison creuse où circule l'air chaud provenant de l'hypocauste. Ce principe est par la suite amélioré avec l'utilisation de conduits tubulaires dissimulés qui permettent une récupération de la chaleur plus efficace. Cette évolution technique, associée à l'invention des fenêtres en verre, entraînent une rapide transformation architecturale des bains qui deviennent plus vastes et plus lumineux à partir du Ier siècle.

### L'ouverture au public et l'évergétisme impérial
Les premiers thermes sont privés et seules les villas des classes aisées disposent de bains et de latrines. Les premiers thermes publics n'apparaissent qu'au Ier siècle av. J.-C. lorsque des particuliers commencent à proposer des bains froids et chauds et parfois des massages. Mais il faut attendre 19 av. J.-C. pour voir apparaître des thermes pensés pour accueillir un large public avec ceux construits sur l’ordre de Marcus Vipsanius Agrippa, proche conseiller et gendre de l’empereur Auguste. Peu à peu, aux bains froids s'ajoutent des salles tièdes et chaudes et les thermes se répandent dans toutes les provinces de l’Empire. La pratique thermale devient caractéristique de la culture romaine et même les villes romaines les plus modestes s'équipent en établissements thermaux comme la colonie de vétérans de Timgad qui ne compte que 5 à 6 000 habitants mais qui possède huit établissements balnéaires. Parfois, de riches citoyens font construire des thermes luxueux qu'ils mettent gratuitement à la disposition du public, une pratique qualifiée d'évergétisme par les historiens modernes. Dès le Ier siècle, les premiers empereurs romains s'approprient cette pratique et font construire à Rome et dans les provinces, de grands thermes, dont l'accès est gratuit et ouvert à tous, considérés comme un cadeau de l'empereur à son peuple.
Vers la fin du Ier siècle av. J.-C., Rome compte environ 200 balnea. Pour le IVe siècle, les Régionnaires de Rome donnent un total de 856 bains pour la ville de Rome, dont la plupart sont de dimensions modestes, mais dont certains rivalisent avec la magnificence des dix ou onze thermes impériaux recensés. Si toutes les villes romaines possèdent des bains privés ou publics (certaines comme Trèves, Lutèce, Carthage, Éphèse ou Antioche possèdent des établissements rivalisant en taille et en luxe avec ceux de Rome), cette profusion reste caractéristique de la ville de Rome. Par exemple, Pompéi et Ostie ne comptent que trois grands thermes et quelques balnea. Ces derniers sont toutefois plus luxueux que la plupart des balnea de Rome.

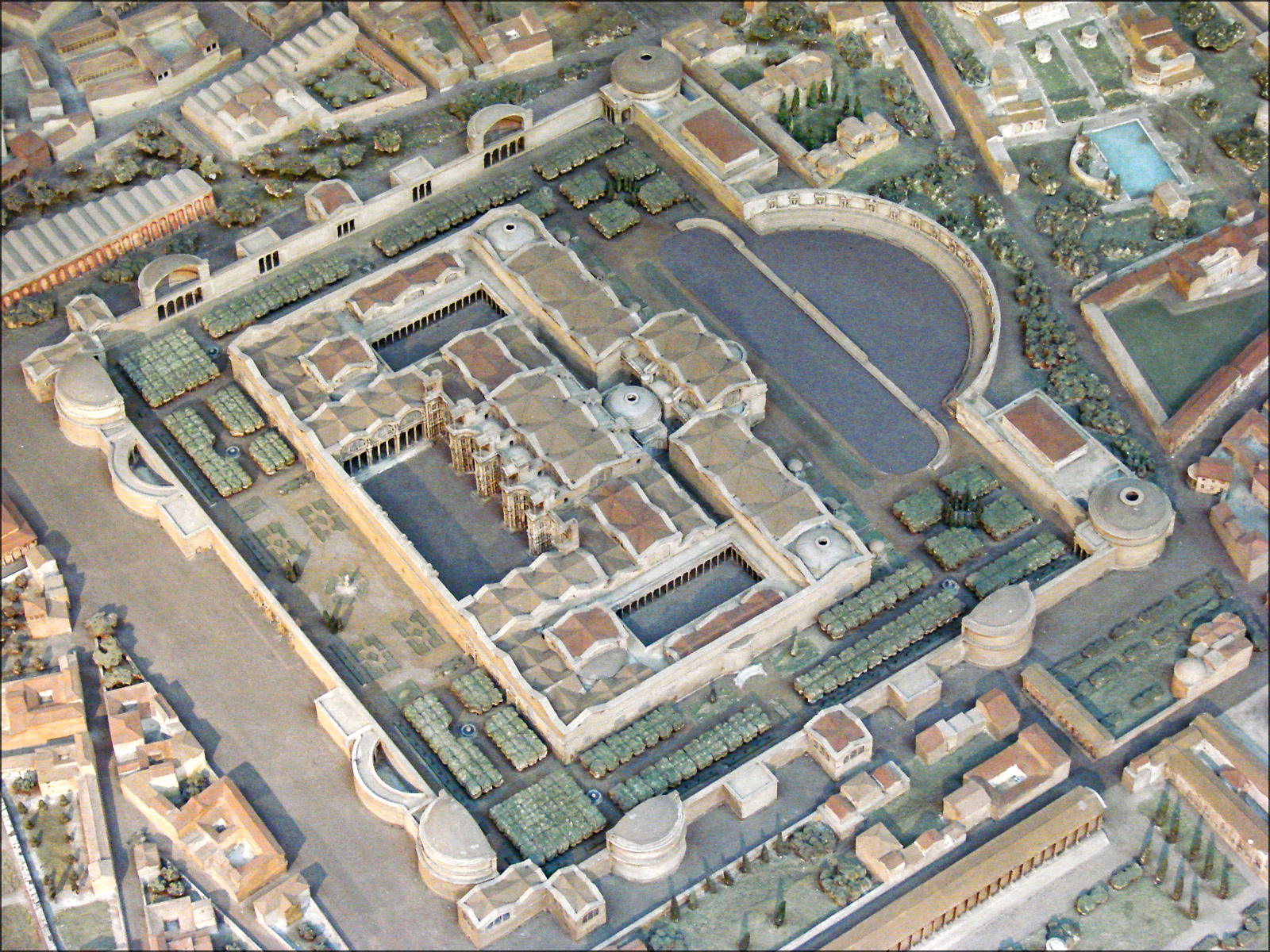
Les thermes de Dioclétien sur la maquette de Rome d'Italo Gismondi.
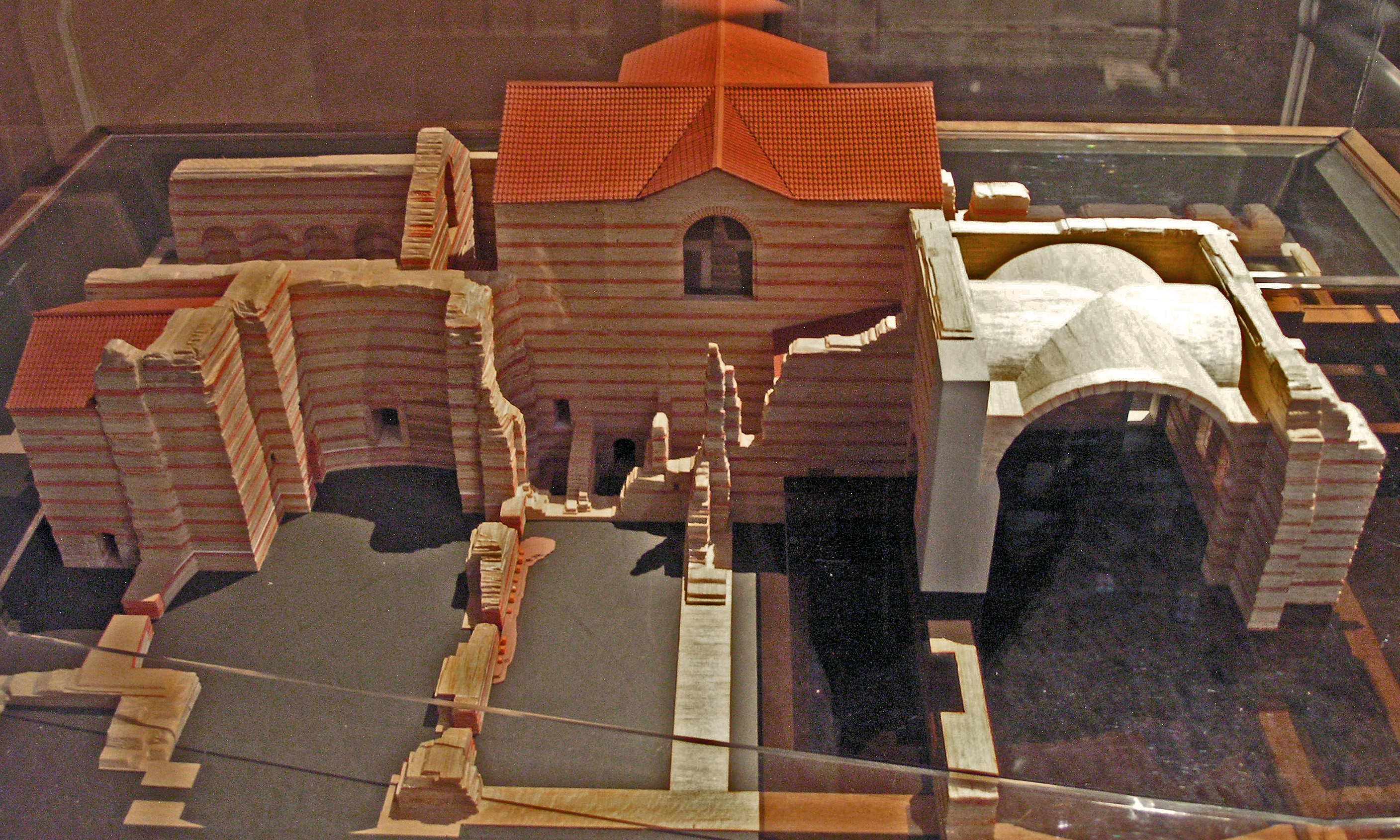
Maquette des thermes de Cluny, Paris.
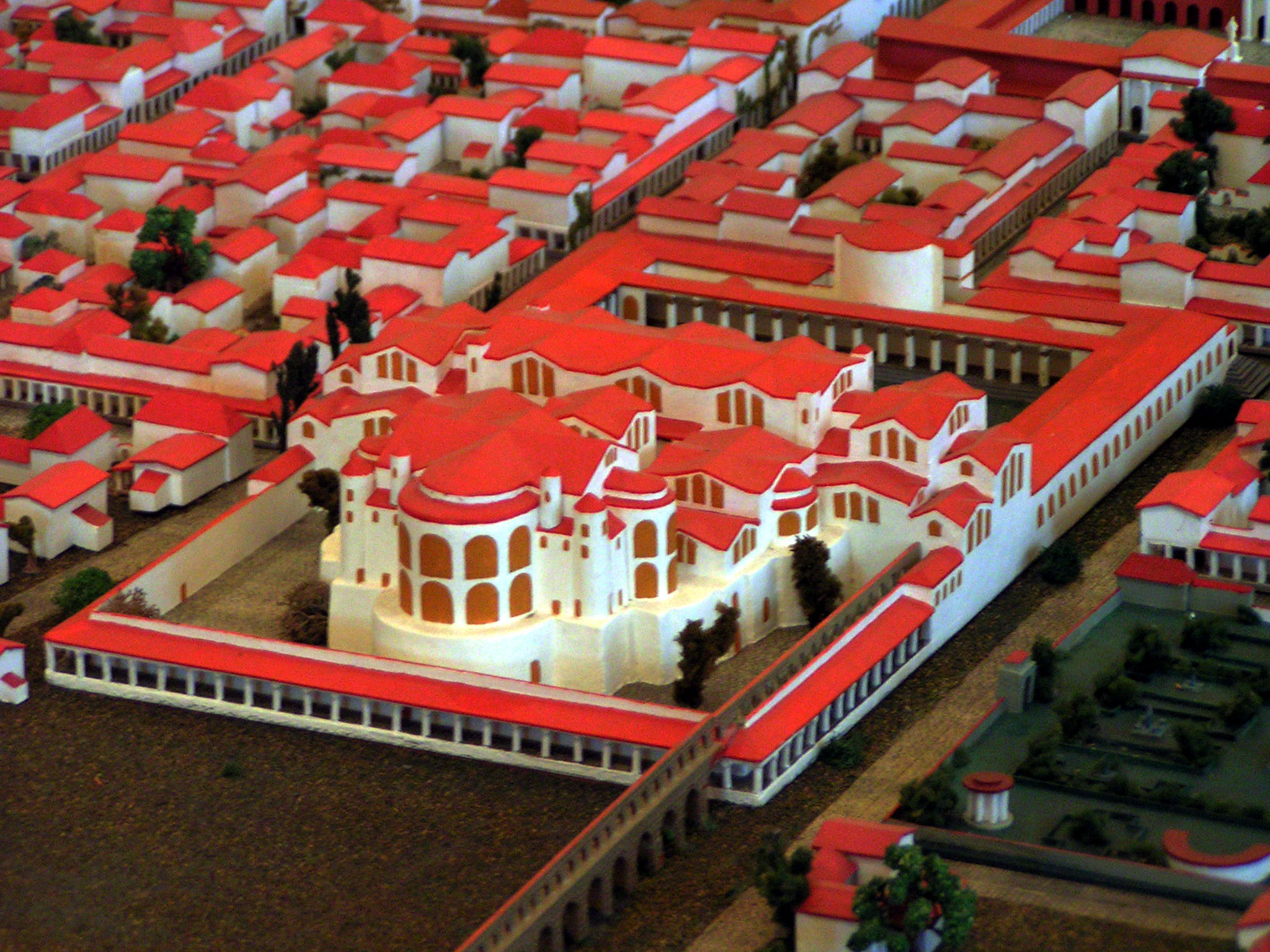
Maquette des thermes de Barbara, Trèves.
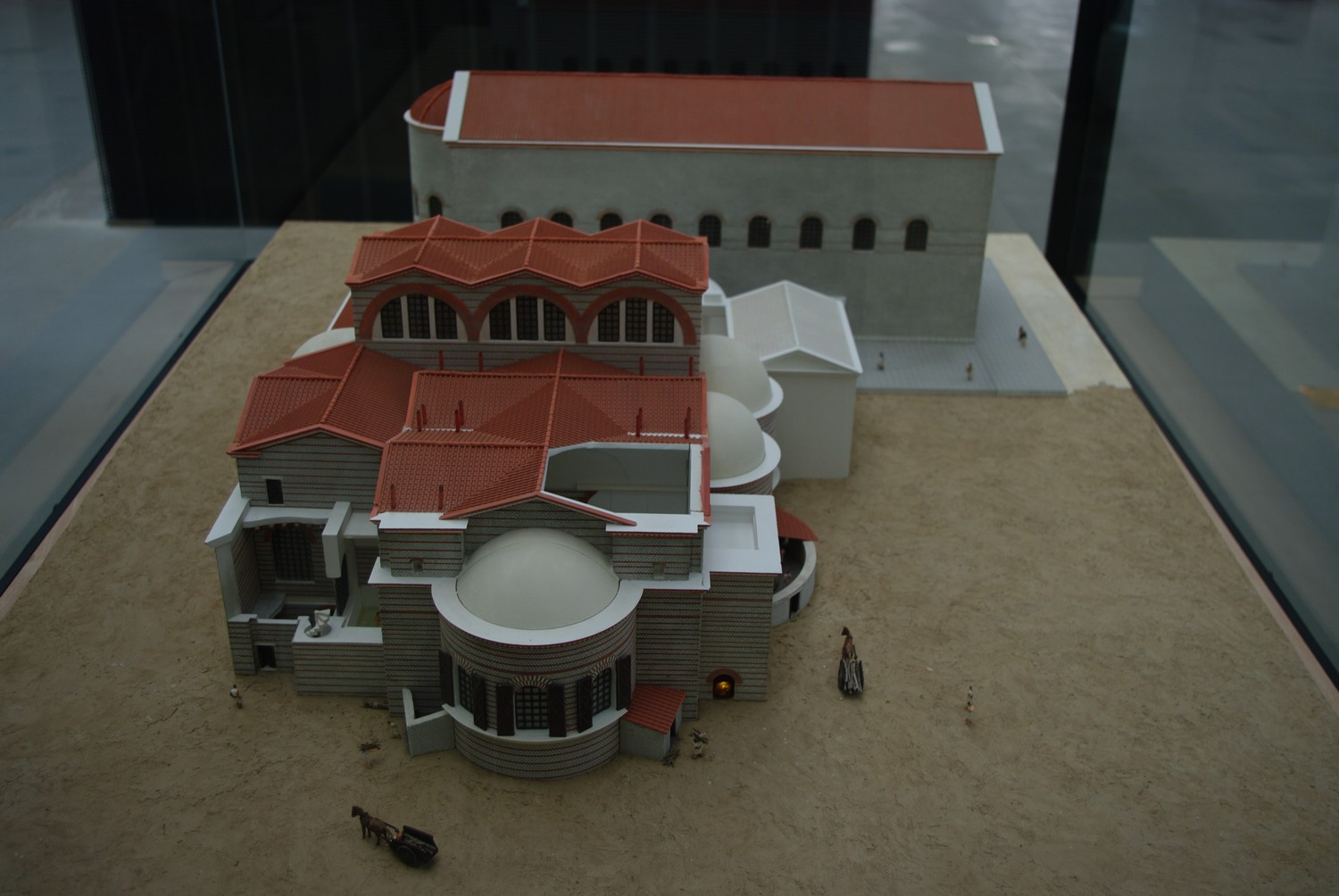
Maquette des thermes de Constantin, Arles.
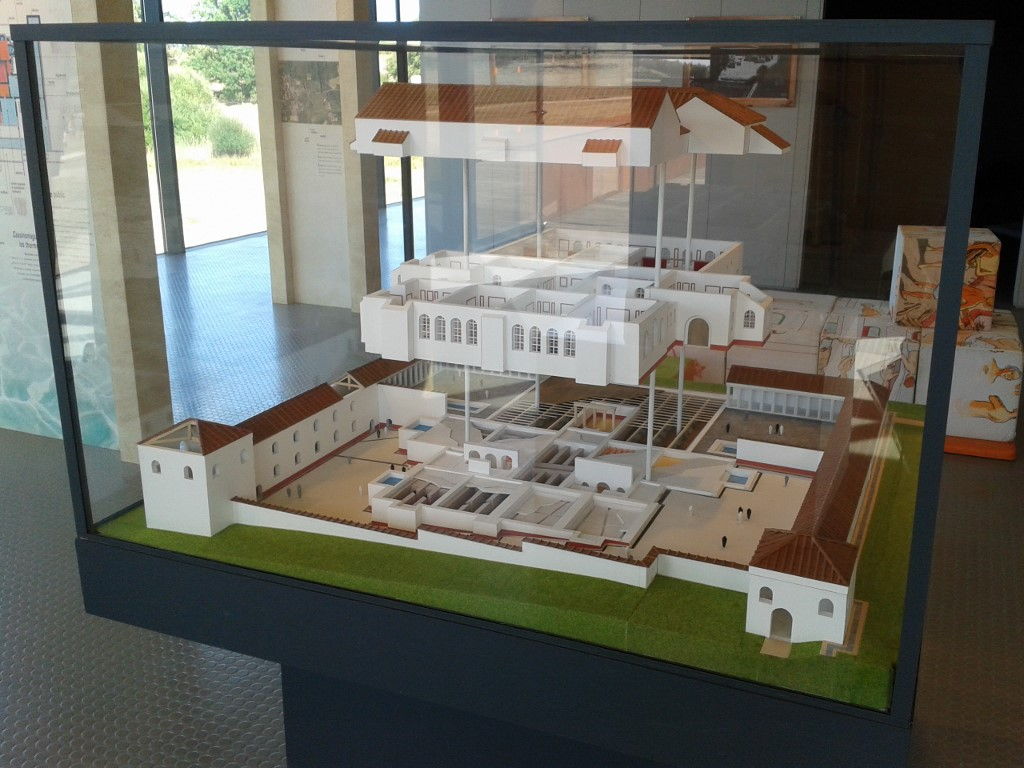
Maquette des thermes de Chassenon, Charente.

## Les thermes dans la vie quotidienne

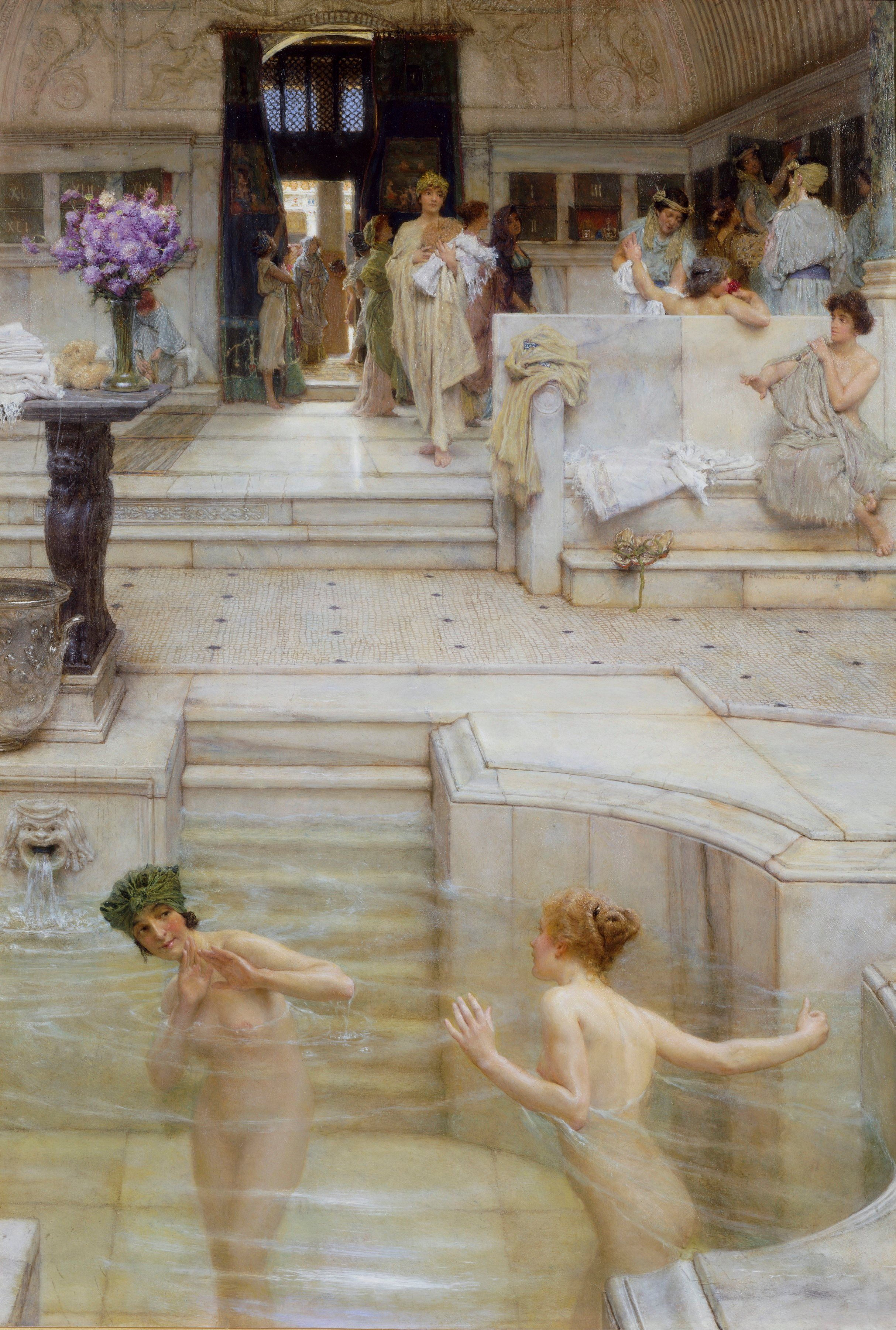
A Favourite Custom, scène de bain romaine par Lawrence Alma-Tadema, 1909.

Pour les Romains, le bain représente à la fois un luxe et une nécessité. Ils se rendent aux bains ou aux thermes pour soigner leur hygiène corporelle grâce à des soins complets du corps. Le prix d'entrée dans les bains publics est généralement modique (un quadrans à l'époque de Cicéron), permettant l'accès à une grande partie du peuple. Toutefois, le prix d'entrée peut être très variable en fonction des services mis à disposition dans l'établissement. L'accès est généralement gratuit pour les thermes impériaux. Les thermes ne sont pas mixtes et les plus vastes voient certaines de leurs salles dédoublées afin de permettre un accès simultané aux hommes et aux femmes. Toutefois, la plupart des thermes romains n'atteignent pas de telles proportions et pratiquent des horaires alternés pour chaque sexe, le matin étant généralement réservé aux femmes, tandis que les hommes en profitent tout l'après-midi et même en soirée. La propreté corporelle est une valeur importante de la société romaine et les thermes sont donc un lieu de l'entretien d'un modèle civique : le bon citoyen doit être propre. 
Les thermes, lieux de mixité sociale (toutes les strates de la société s'y retrouvent, même si elles ne se fréquentent pas nécessairement), ont aussi une fonction sociale importante : ils font partie intégrante de la vie urbaine romaine. Les Romains s'y lavent mais ils y rencontrent également leurs amis, font du sport, jouent aux dés, se cultivent dans les bibliothèques et peuvent aussi y traiter des affaires ou se restaurer.
La gestion des établissements de bains, surtout les plus modestes, est un métier peu réputé, difficile et peu rentable. Les quelques riches tenanciers représentés sur des mosaïques constituent une exception dans la profession.
Si les thermes sont censés favoriser l'hygiène, la qualité des eaux peut laisser à désirer. De plus, ils sont un lieu de propagation des nombreuses maladies qui sévissent dans la Rome antique (tuberculose, typhoïde, lèpre). Les thermes sont en effet recommandés par les médecins romains comme Celse, Galien ou Hippocrate qui les prescrivent pour soigner la tuberculose, la rage, les diarrhées ou les furoncles. Or, si les plus riches peuvent s'offrir un iatralipta (terme qui peut s'interpréter comme un médecin masseur) voire un chirurgien, les autres citoyens, installés sur des banquettes le long des murs du laconicum ou du tepidarium, raclent la sueur sur leur corps avec un strigile. Les moins riches se frottent le dos et les membres contre le pavé ou les murs, ce qui peut favoriser la propagation de maladies infectieuses, notamment celles apportées par les commerçants, migrants et soldats. Les médecins romains, adeptes de la théorie des miasmes d'Hippocrate, ne comprennent pas que de nombreuses maladies sont causées par des microbes et que les thermes sont une source importante de ces germes infectieux.

## Architecture

### Les plans-type

#### Les thermes impériaux
Avant l'avènement des grands thermes impériaux, les établissements balnéaires ne suivent pas de plan précis. Sous l'Empire, grâce à l'utilisation du béton, du verre et de nouvelles techniques de circulation de la chaleur, les thermes construits par les empereurs et les riches citoyens romains gagnent en taille et en luminosité. Les thermes impériaux deviennent de véritables complexes comprenant des équipements balnéaires chauds et froids, des piscines, des équipements sportifs (pistes de course, palestres) et des annexes destinées à la culture et aux loisirs (auditoriums, bibliothèques). Se dessine alors progressivement un plan-type dont les bases sont posées avec la construction des thermes de Néron : une symétrie axiale avec dédoublement de certaines salles et une orientation selon un axe nord-sud. Ce plan évolue au cours du Ier siècle et acquiert ses traits définitifs avec la construction des thermes de Trajan. Le plan des thermes impériaux construits ultérieurement ne varie plus que sur certains détails et sur les dimensions toujours plus imposantes.

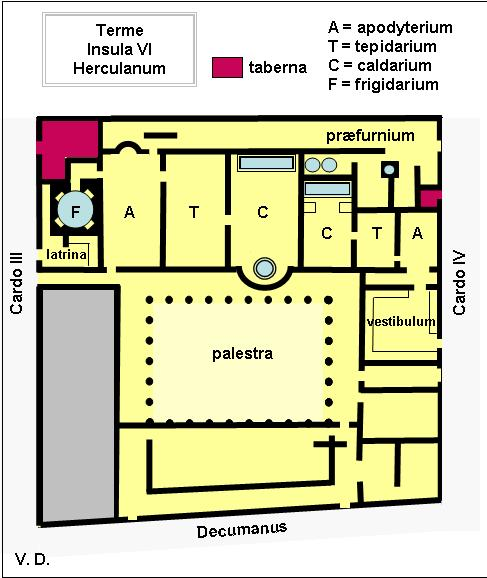
Plan des thermes d'Herculanum (Campanie, Italie), Ier siècle.
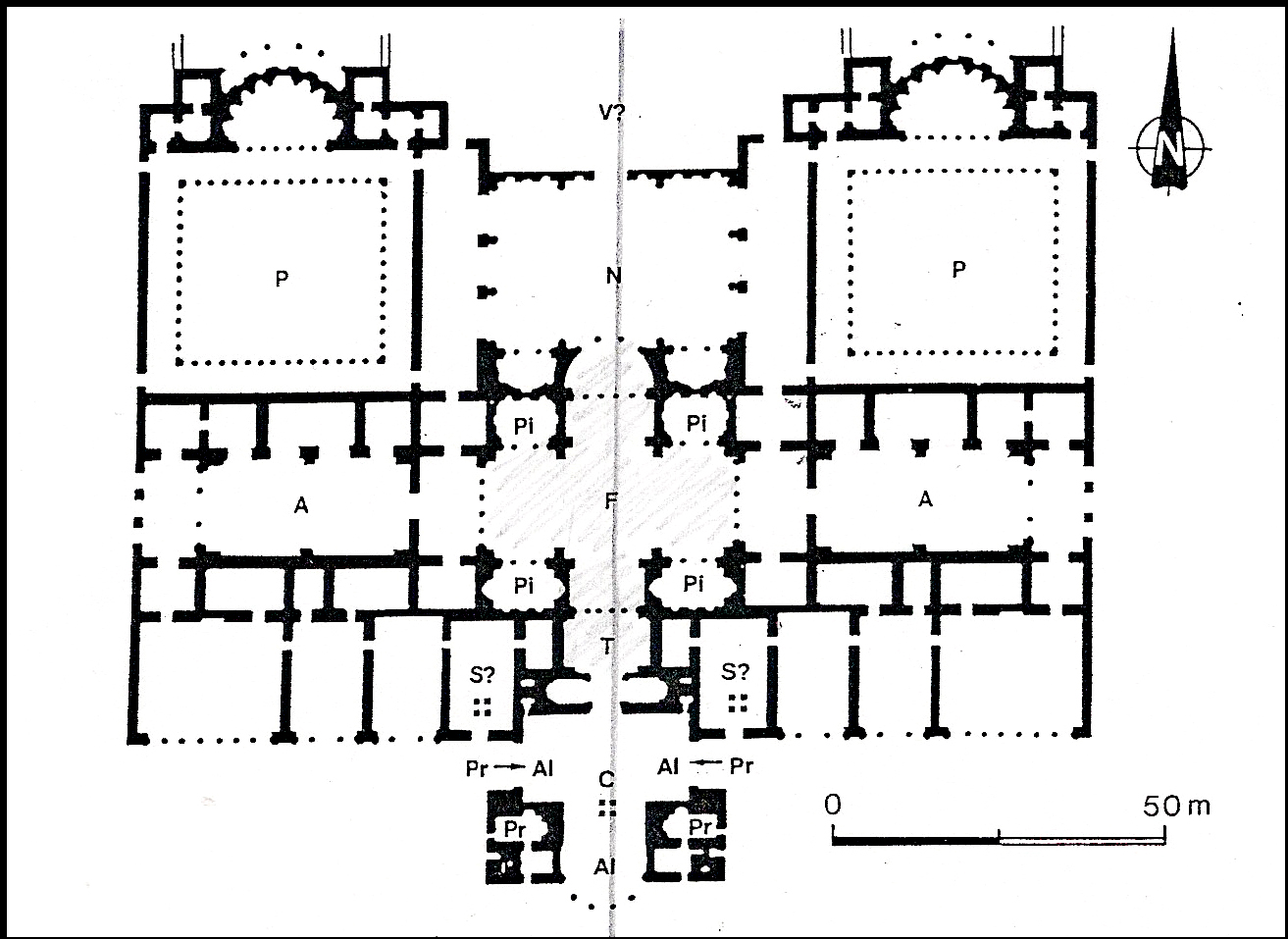
Plan des thermes de Néron (Rome, Italie), milieu du Ier siècle.
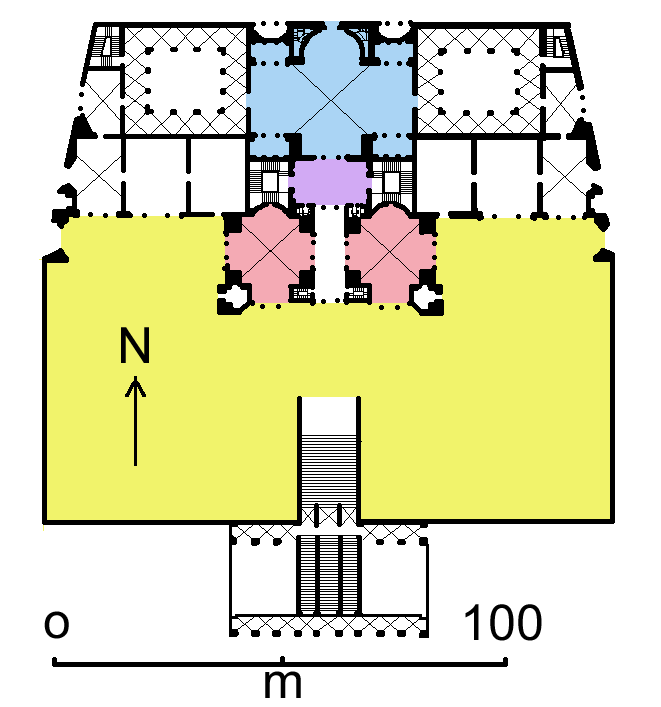
Plan des thermes de Titus (Rome, Italie), fin du Ier siècle.

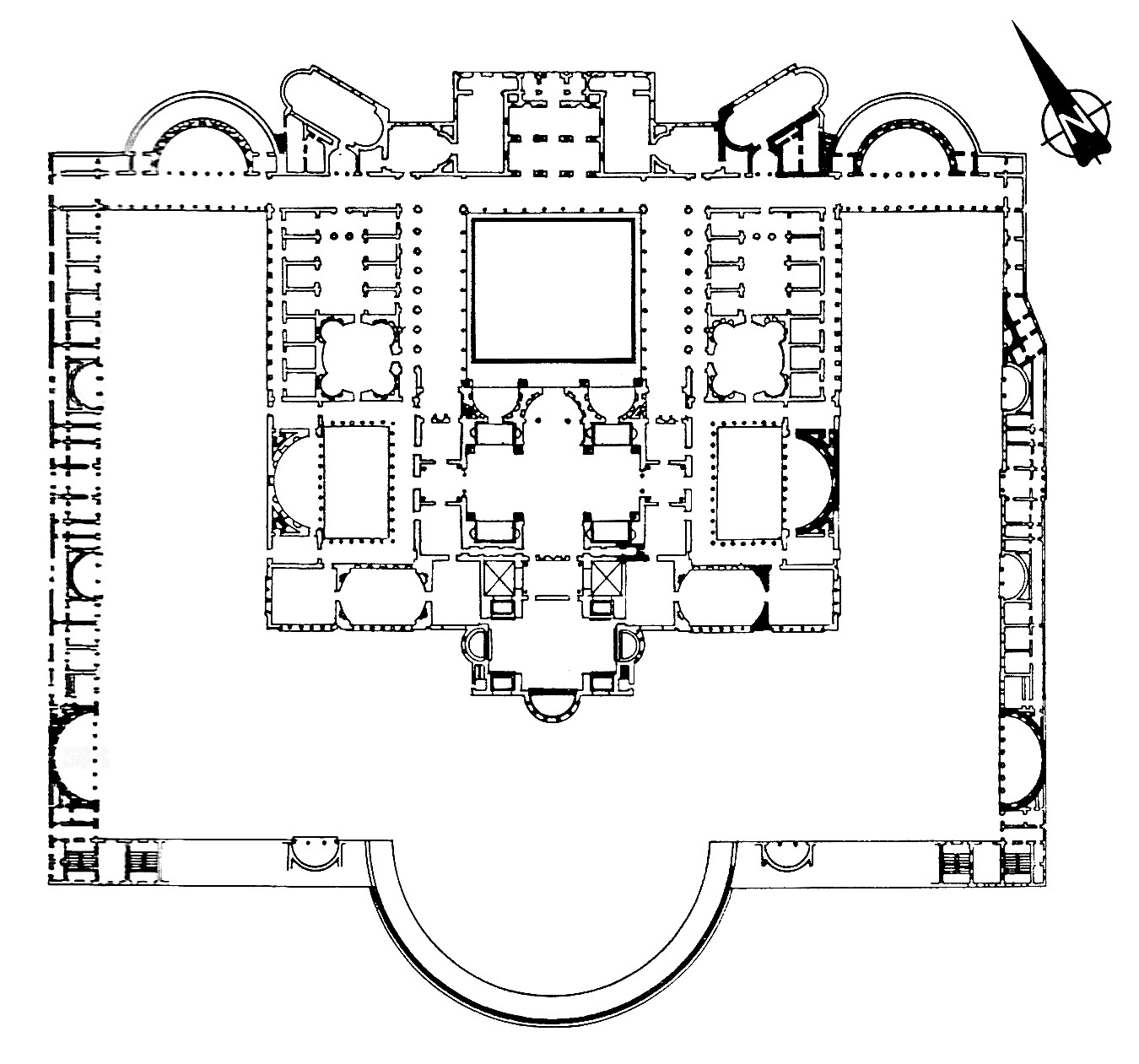
Plan des thermes de Trajan (Rome, Italie), début du IIe siècle.
Plan des thermes de Chassenon (Charente, Gaule Aquitaine), fin du Ier siècle.

#### Les thermes orientaux
Dans les provinces orientales, plus particulièrement en Asie Mineure, les thermes évoluent en un type de bâtiment complexe qualifié de thermes-gymnases issu de l'adaptation des pratiques thermales romaines aux installations grecques préexistantes. Certains de ces complexes se sont formés par simple accolement de thermes aux gymnases qui comportent déjà des installations balnéaires. D'autres, dès l'époque républicaine, comportent une grande partie thermale et une palestre. Qualifiés de gymnasium ou de thermae, il s'agit en fait de thermes-gymnases.

### Les salles balnéaires
Les établissements thermaux se divisent en plusieurs salles aux fonctions proprement balnéaires. Les plus petits établissements ne proposent que le minimum de services et ne disposent que des principales salles (bains froids et chauds) dans des dimensions parfois très modestes. Au contraire, les grands thermes impériaux se composent de très nombreuses salles, de grandes dimensions et souvent dédoublées.

#### L’apodyterium
Il s'agit d'une salle où les visiteurs se déshabillent et qui peut également faire fonction de vestiaires. Les baigneurs déposent leurs vêtements et affaires personnelles dans des niches, des casiers ou sur des étagères. Les vêtements sont parfois placés sous la surveillance directe d'un esclave.

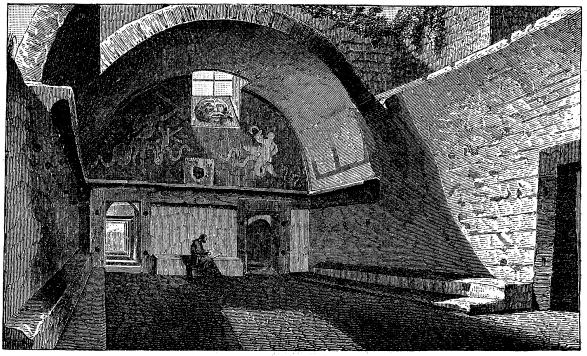
Restitution de l'apodyterium des bains de Pompéi (Campanie, Italie).
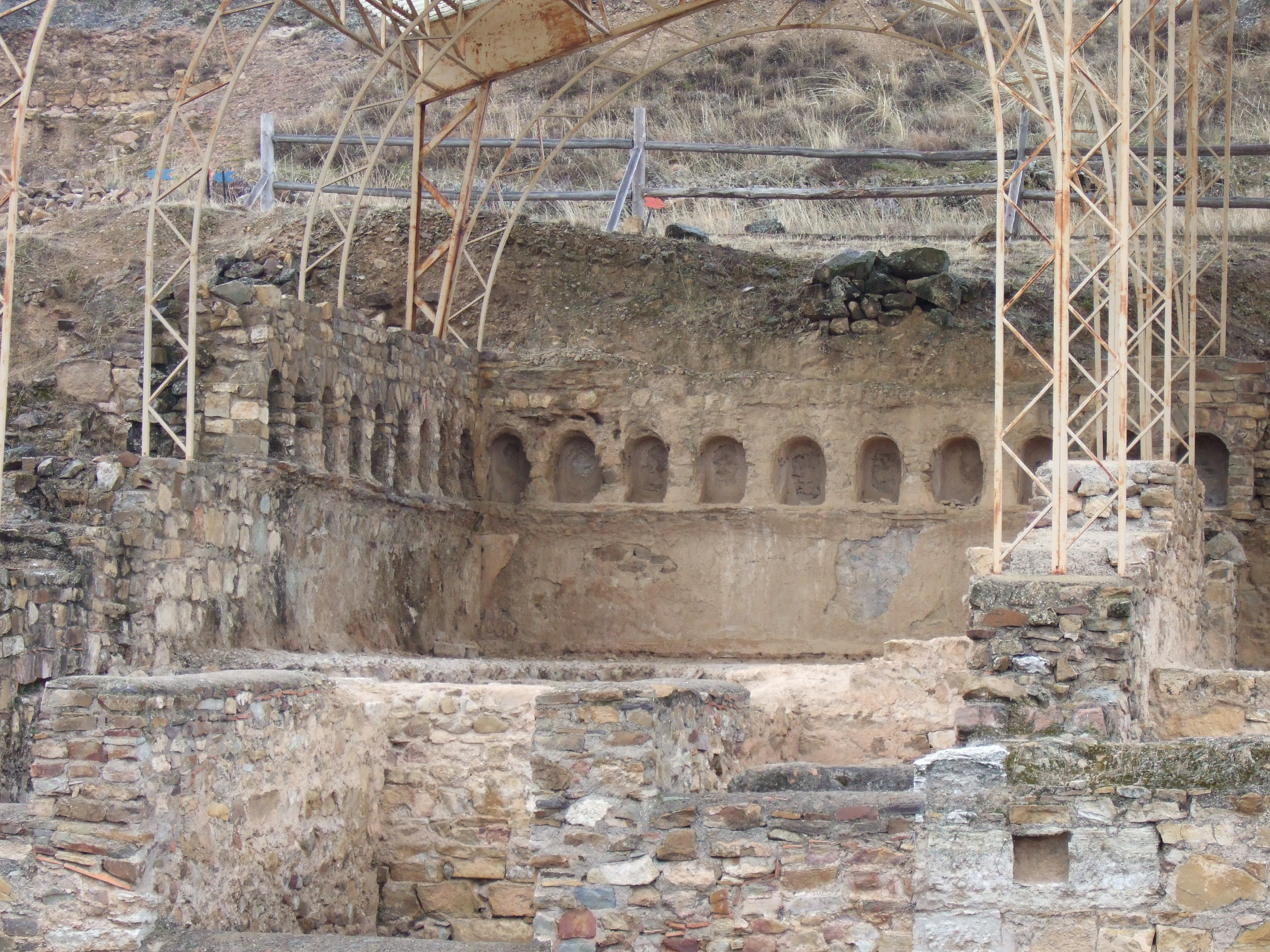
Apodyterium des thermes d'Augusta Bilbilis (Calatayud, Tarraconaise, Espagne).
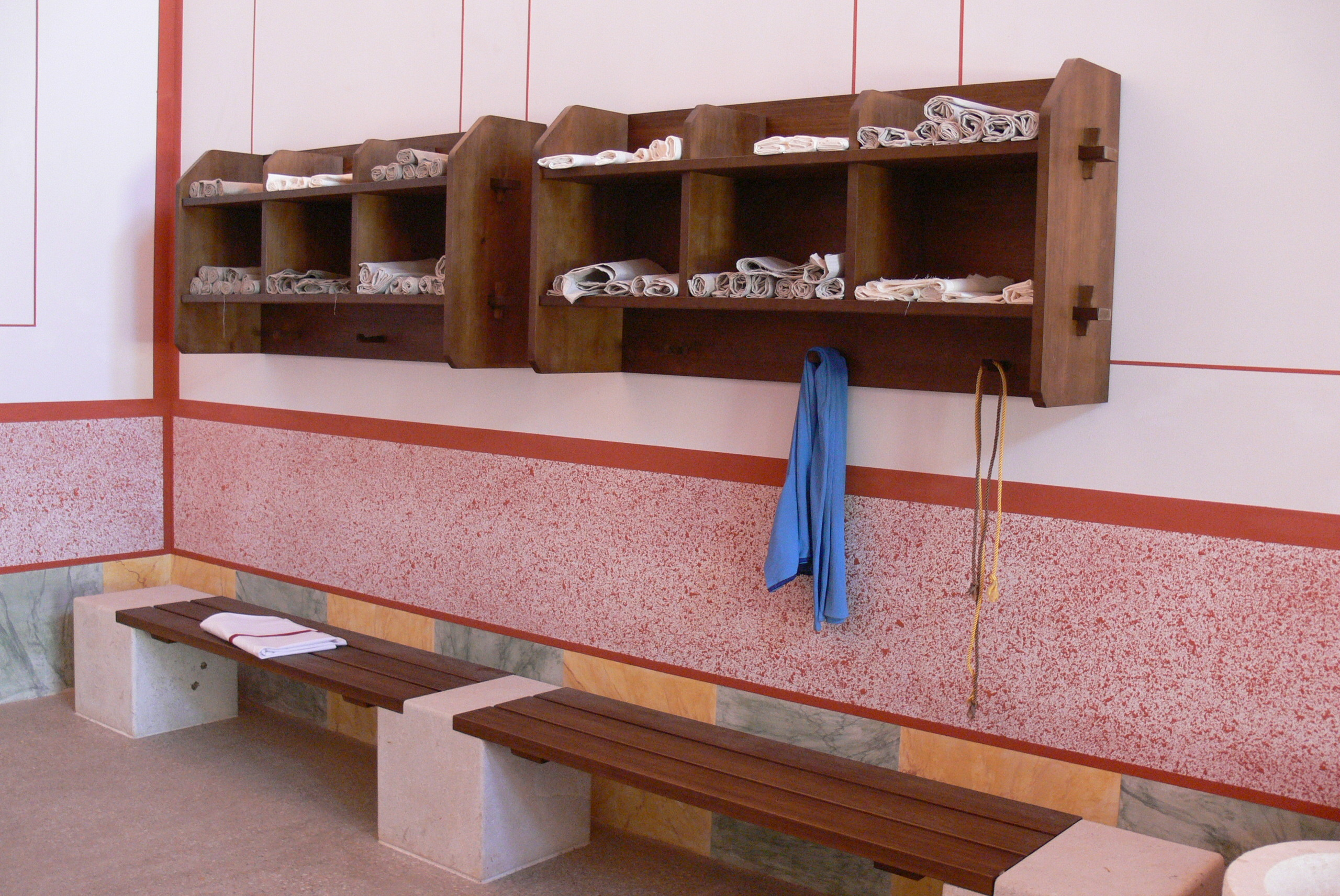
Reconstitution des vestiaires des thermes de Carnuntum (Autriche).

#### Lefrigidarium
Le frigidarium ou cella frigidaria est une pièce qui n'est pas chauffée et qui contient un bassin pour le bain froid.

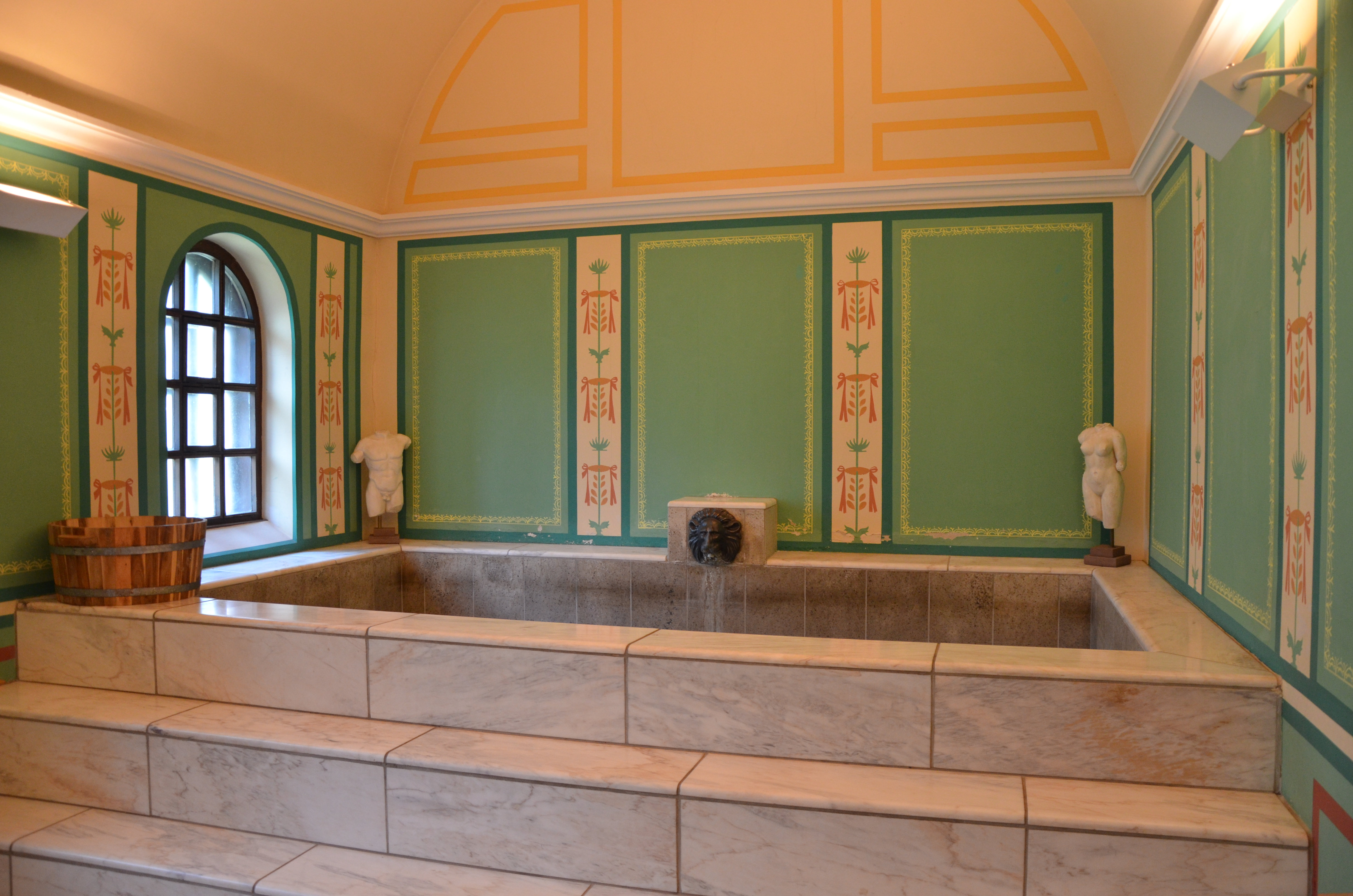
Reconstitution des thermes privés de la villa romaine de Borg, Allemagne.
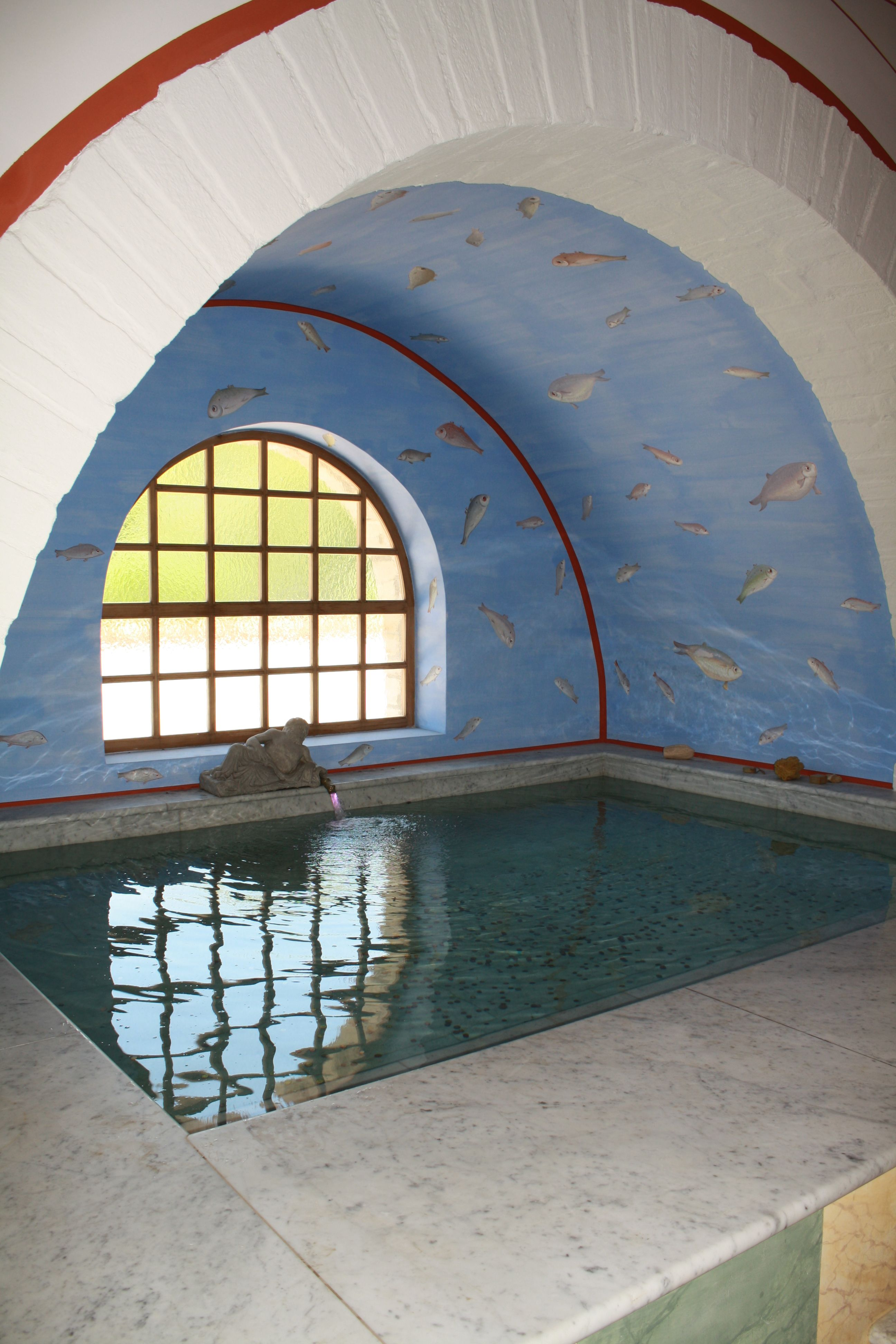
Reconstitution d'un frigidarium au musée Petronell (Petronell-Carnuntum, Autriche).
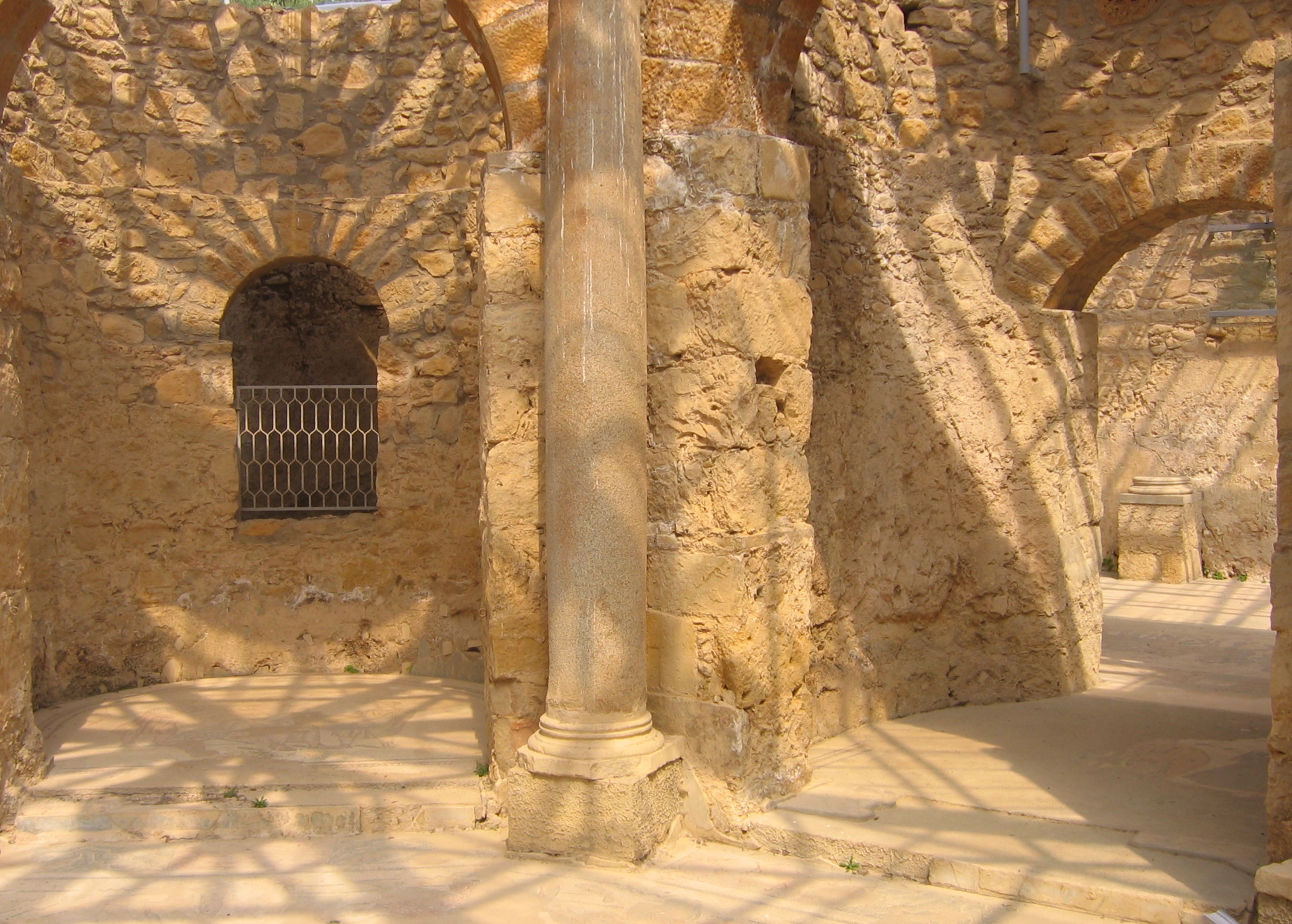
Frigidarium des thermes de la villa de Casale du IVe siècle, Sicile.

#### Lanatatio

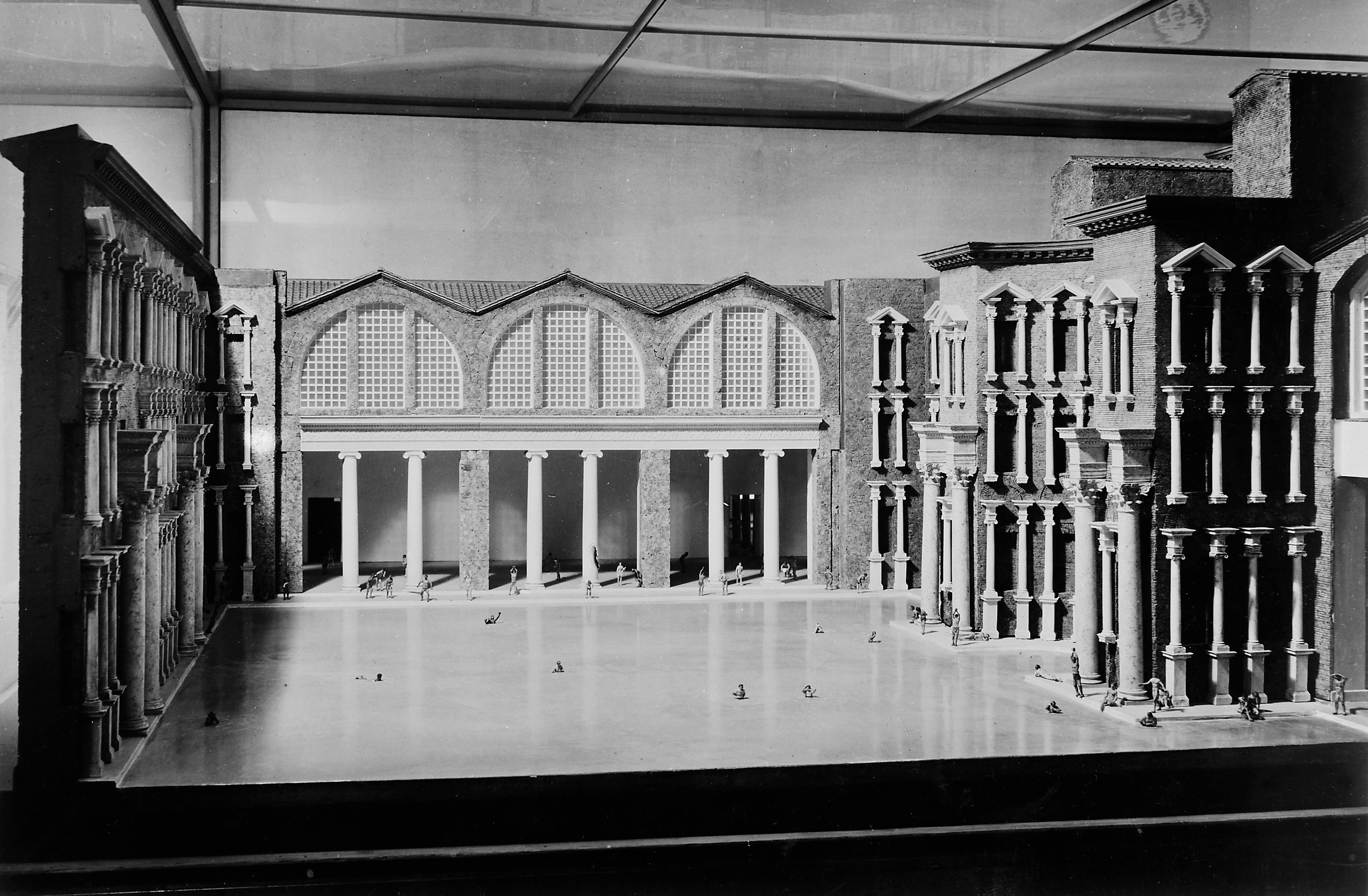
Reconstitution partielle de la natatio des thermes de Dioclétien (Rome).

Cette piscine d'eau à température ambiante peut accueillir plusieurs baigneurs. Dans les petits établissements, la piscine (piscina) se trouve dans le frigidarium. Dans les établissements de plus grande importance, la piscine (natatio) occupe une salle indépendante, creusée au centre d'une cour à ciel ouvert qui peut être entourée d'un portique.

#### Letepidarium
Le tepidarium, cella tepidaria ou cella media est le nom donné à la pièce dite tiède. L'hypocauste n'est pas chauffé directement par son propre foyer mais par communication avec les salles chaudes situées à proximité. La pièce n'est pas équipée de dispositifs hydrauliques et devait servir de salle de transition entre les salles froides et les salles chaudes évitant aux baigneurs un changement trop brutal de température. Dans les établissements balnéaires de dimensions modestes, le tepidarium sert également de salle de massages et est associé à l'unctuarium, une salle annexe où sont entreposés les huiles et les parfums.

#### Lelaconicumet lesudatorium
Le laconicum désigne l'étuve sèche, probablement chauffée à l'aide d'un brasero. Le sudatorium correspond à l'étuve humide qui est chauffée par hypocauste. Ces deux salles, plus chaudes que le caldarium, permettent de provoquer une forte sudation nécessaire pour que le baigneur puisse se nettoyer la peau en profondeur.

#### Lecaldarium
Il s'agit de la salle chaude équipée d'un hypocauste en sous-sol dont l'air est chauffé par un foyer. Les baigneurs peuvent simplement s'asperger d'eau chaude ou s'immerger dans les piscines dont l'eau est chauffée par une chaudière ou directement par le foyer de l'hypocauste. Les thermes impériaux ne contiennent qu'un seul caldarium, placé généralement au centre de l'aile méridionale afin de profiter au mieux de la chaleur dispensée par les rayons solaires. Certains thermes romains en province peuvent contenir deux ou trois pièces de ce type. Dans les bains de l'époque républicaine, le caldarium comprend une piscine d'eau chaude (alveus) à une extrémité de la pièce et une vasque d'eau froide (schola labri) à l'autre extrémité, placée au centre d'une abside.

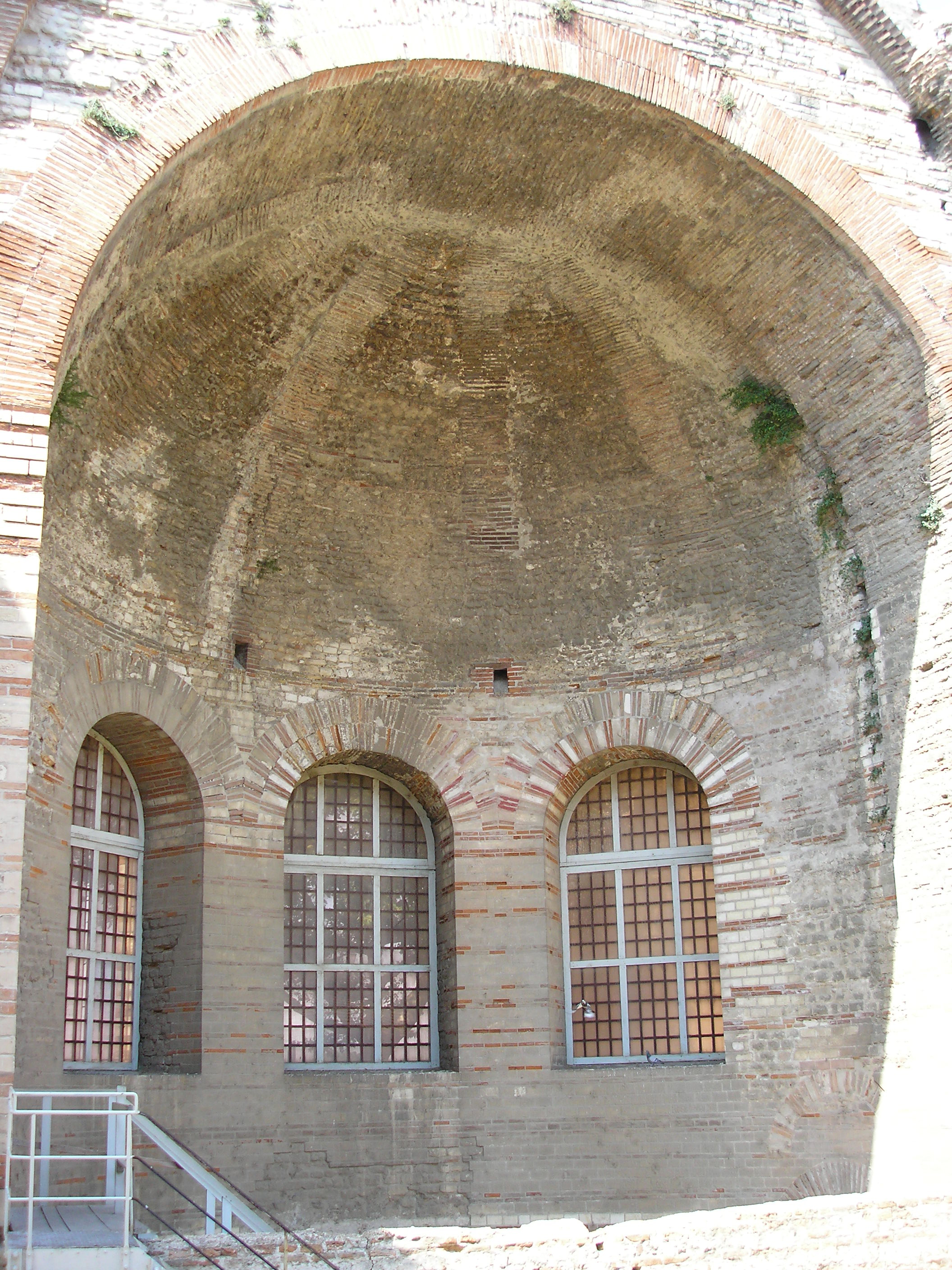
Voûte du caldarium des thermes de Constantin à Arles.
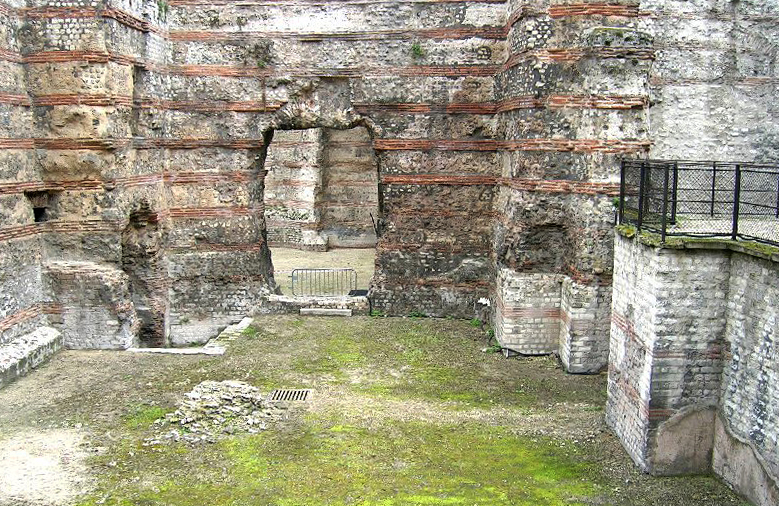
Caldarium des thermes de Cluny.
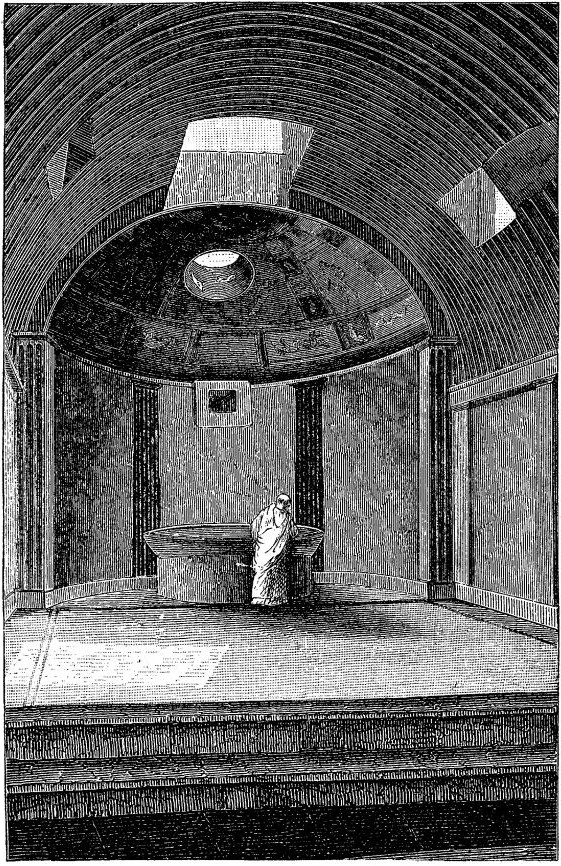
Restitution du caldarium des thermes de Pompéi avec la schola labri au centre.

### Les salles sportives et culturelles
Les thermes complètent souvent leurs équipements proprement balnéaires avec une palestre pour l'exercice physique. Les grands thermes de l'époque impériale constituent de véritables complexes de loisirs avec des jardins, des salles de spectacle, des auditoriums où on peut écouter des orateurs et des bibliothèques. Ces espaces destinés au sport et à la culture offrent la possibilité de prolonger le bain par un moment de détente pour le corps et l'esprit selon le célèbre précepte de Juvénal : « un esprit sain dans un corps sain » (en latin : mens sana in corpore sano).

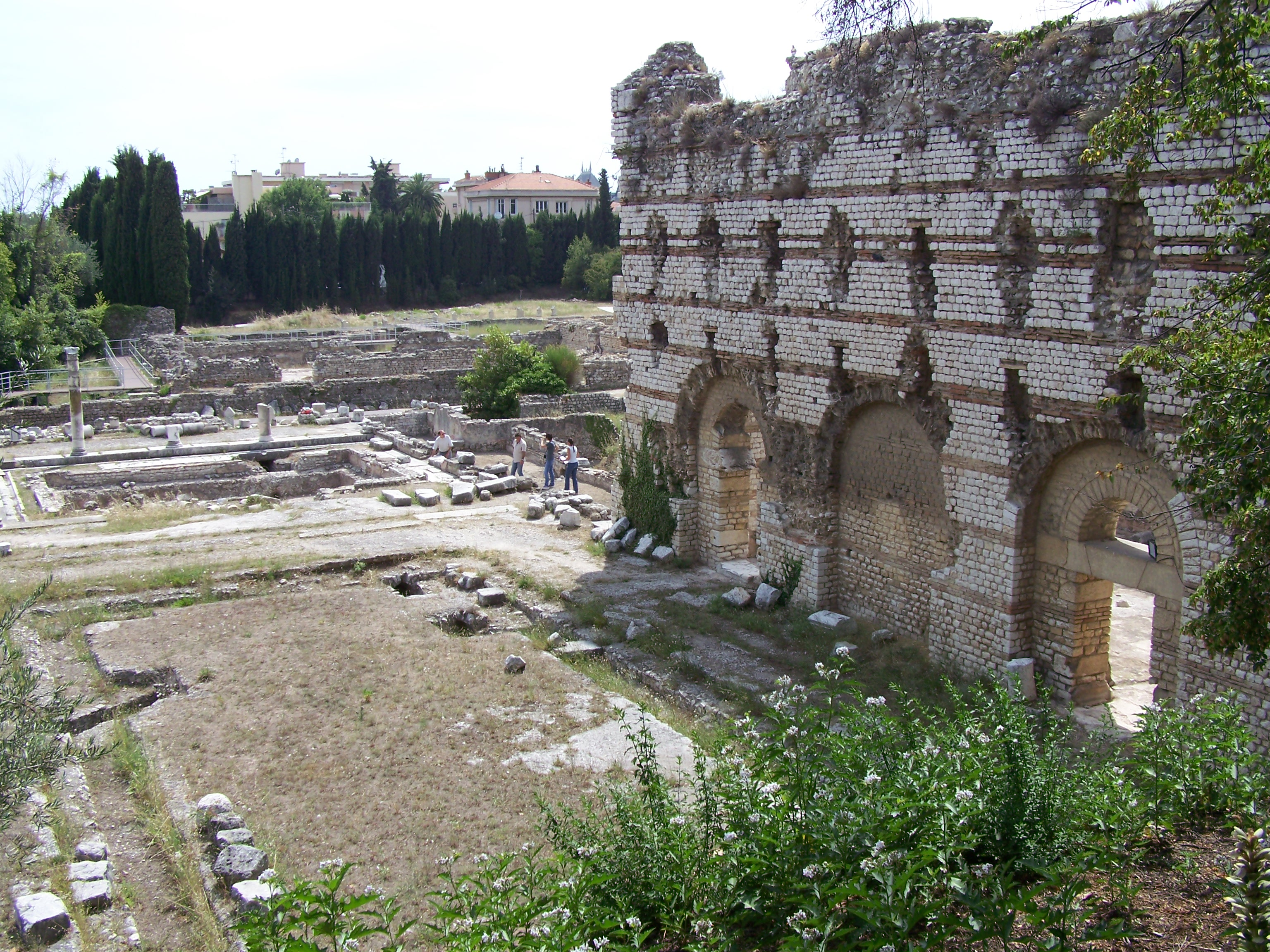
La palestre et le mur est du frigidarium des thermes du Nord à Nice.
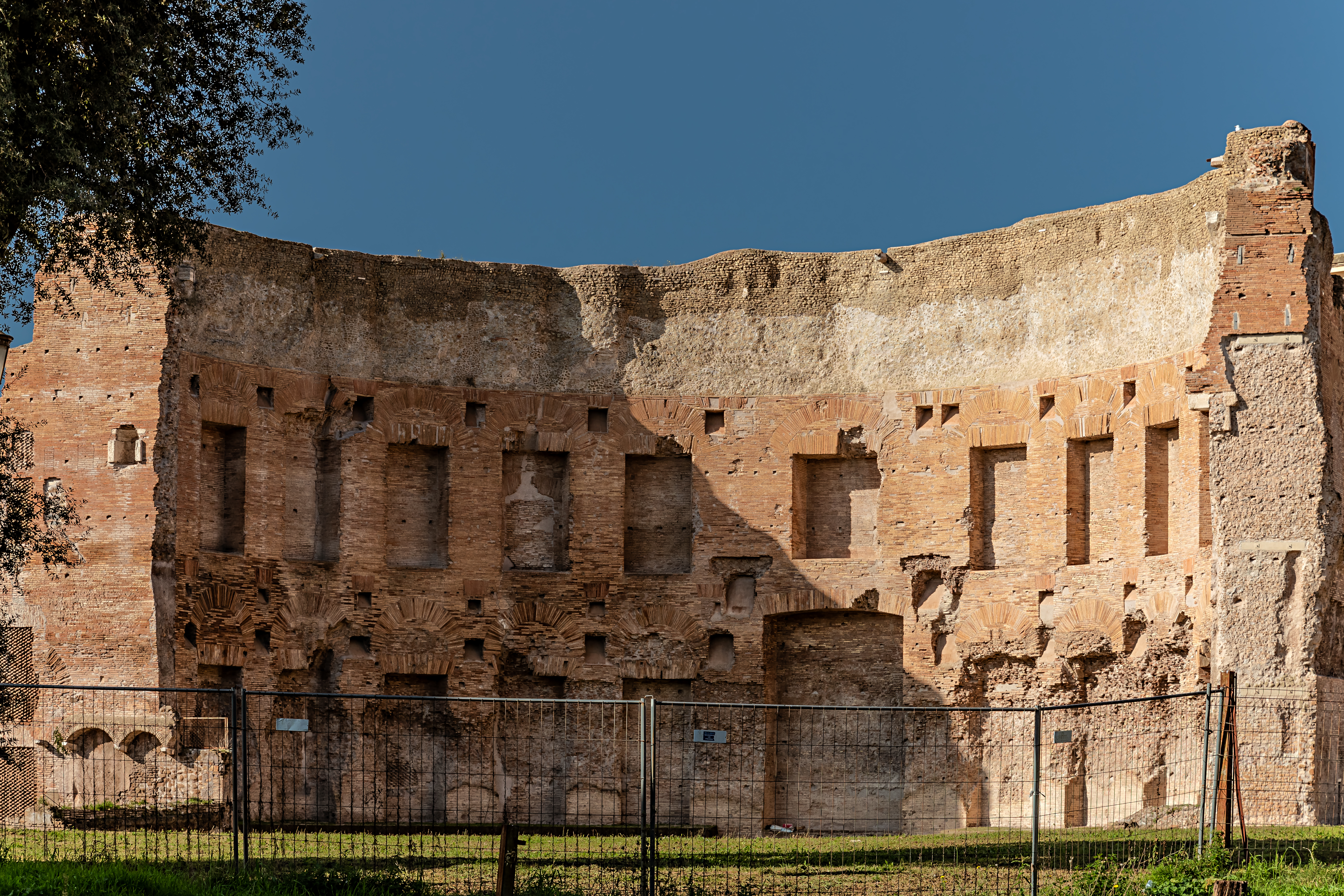
Vestiges de l'exèdre abritant une des deux bibliothèques des thermes de Trajan.
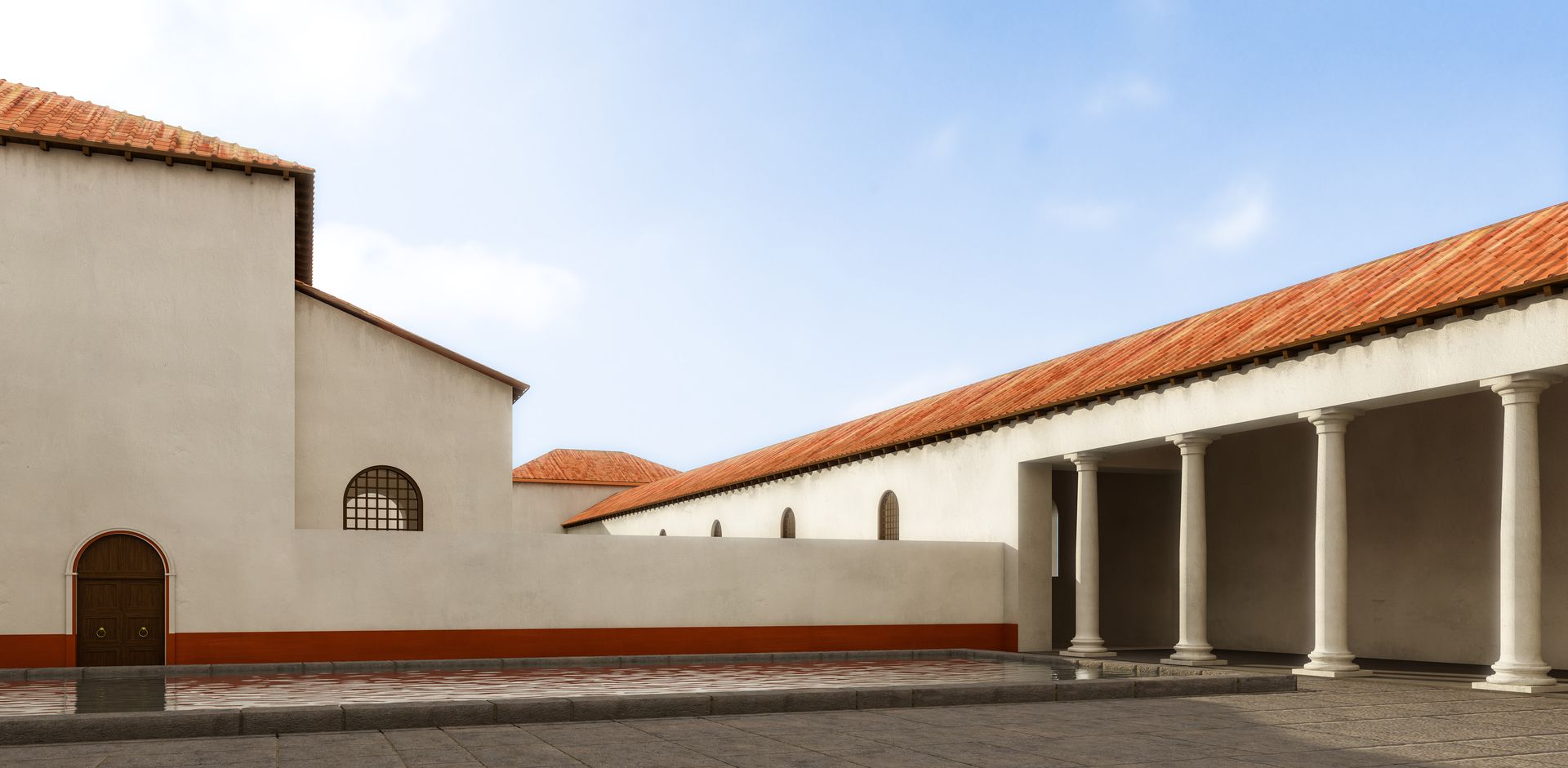
Reconstitution de la palestre nord des thermes de Chassenon.

### Le système de chauffage
Le sol recouvert de mosaïques est chauffé par un système de chauffage par le sol et de réservoirs, l'hypocauste, alimenté par un foyer attenant, le praefurnium. Les fumées du foyer sont évacuées par des conduites (tubuli) situées dans l'épaisseur des murs qui sont chauffés par la même occasion. L'approvisionnement en eau est effectuée grâce aux aqueducs.
L'apparition du verre permet aux architectes romains d'équiper les thermes de grandes fenêtres fermées pour limiter les déperditions de chaleurs mais le verre romain n'étant pas assez transparent pour laisser passer toute la lumière du Soleil ou pour profiter du paysage, les ouvertures pratiquées sur les façades donnant vers le sud sont laissées libres et sont équipées d'un système de volets amovibles qui s'ouvrent plus ou moins afin de contrôler plus efficacement la température intérieure.

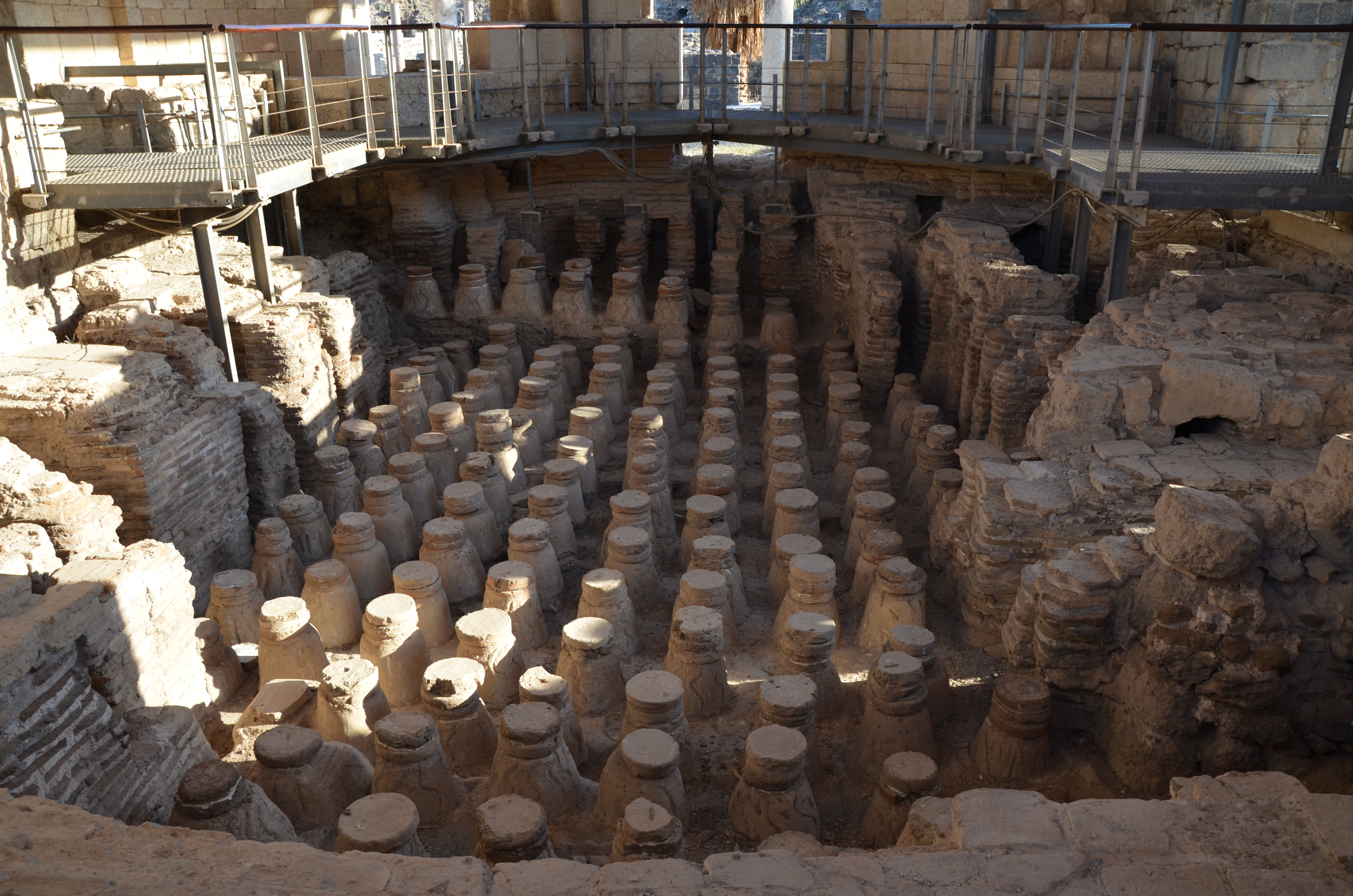
Hypocauste des thermes de Beït Shéan (Israël).
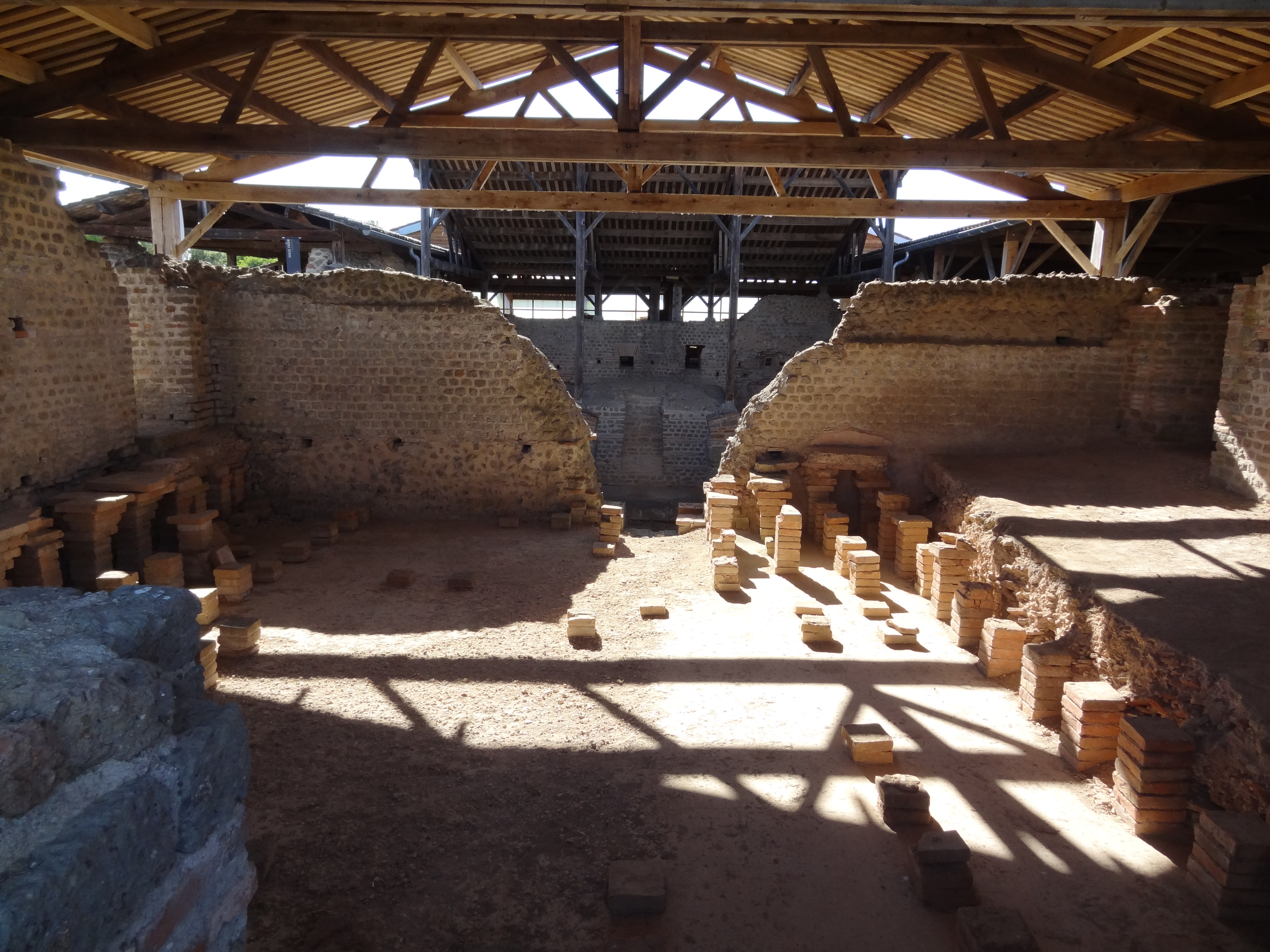
Système d'hypocaustes sous l'unctorium/destrictarium (salle de soins) des thermes de Chassenon (Charente).
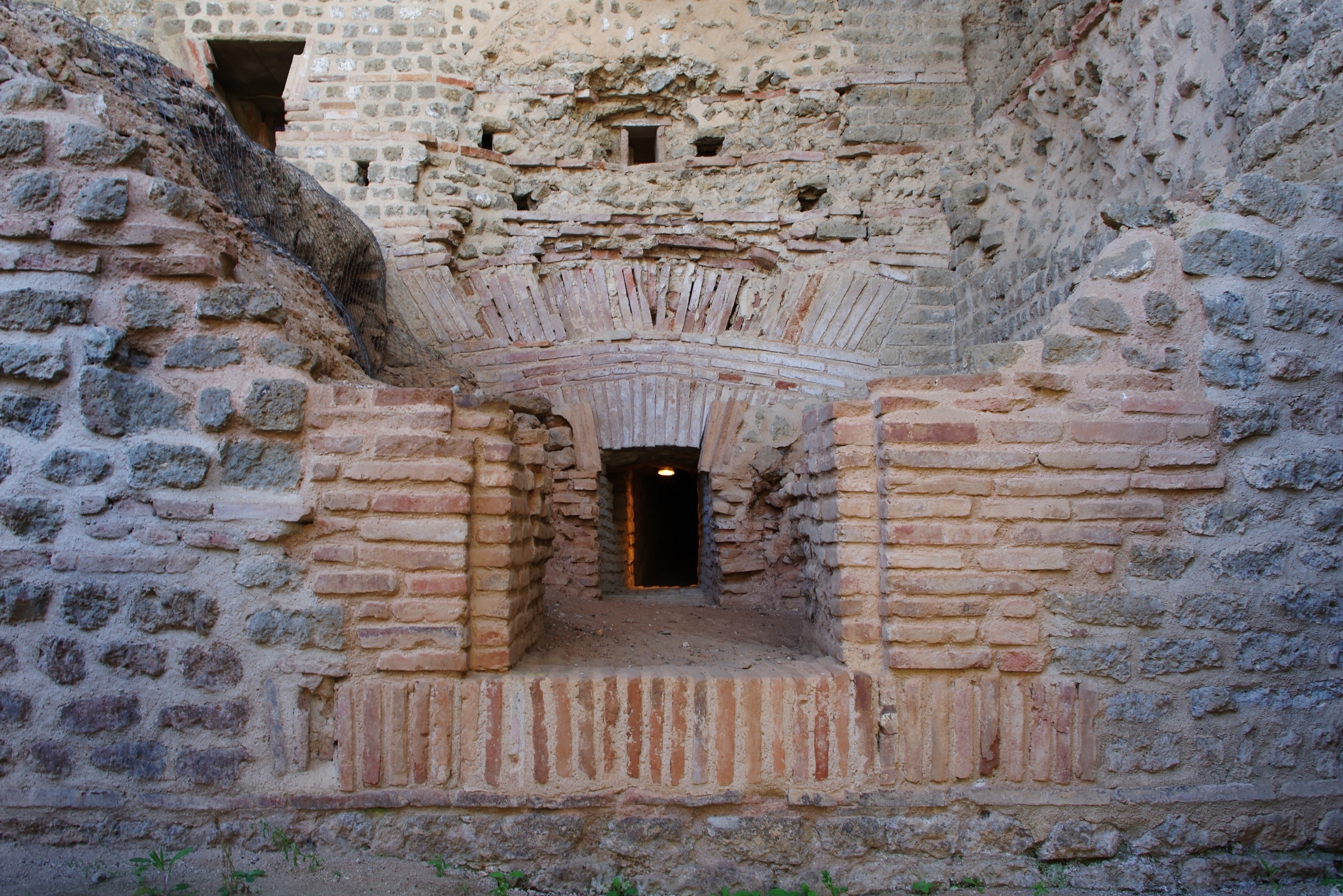
Four dans une cour de chauffe des thermes de Chassenon.

### Le circuit thermal du baigneur

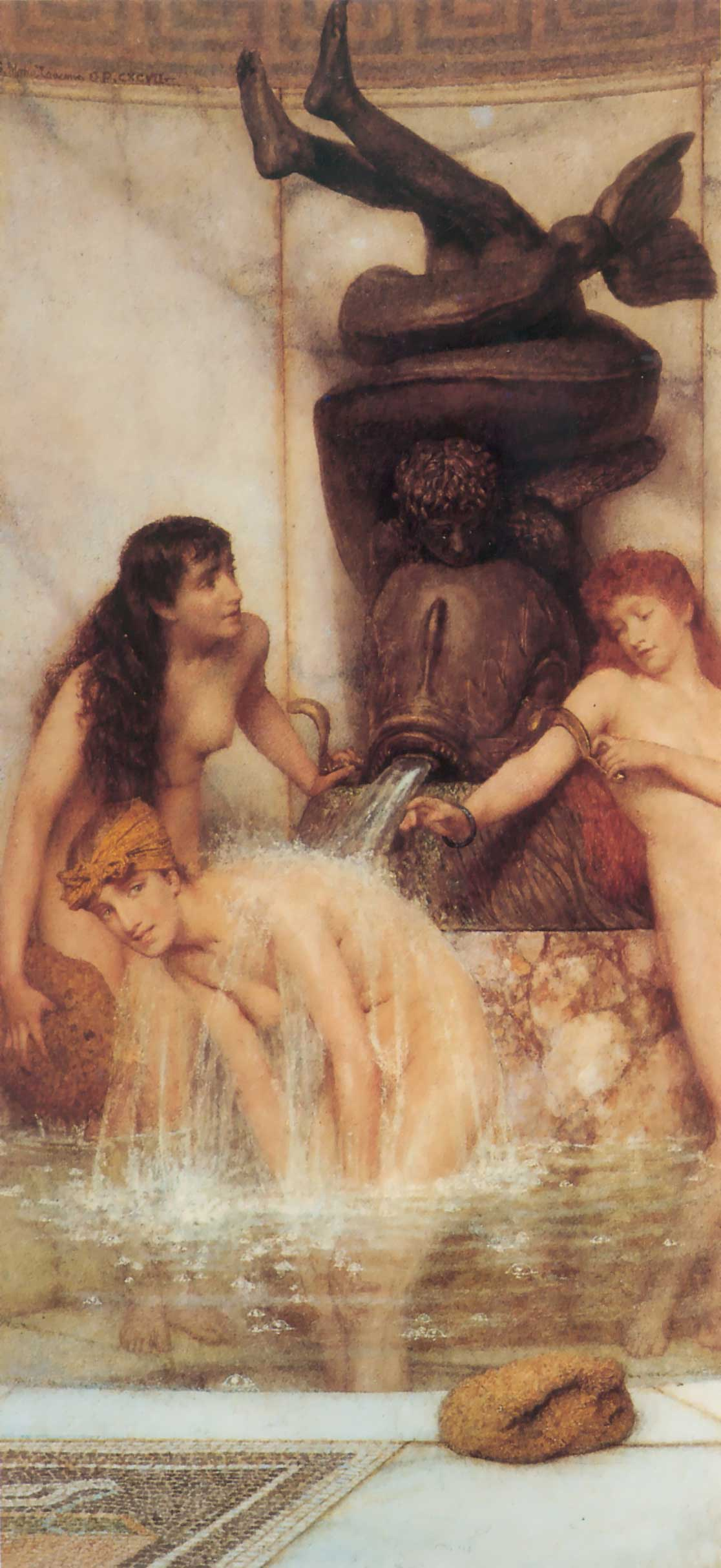
Des femmes se servent de strigiles et d'éponges pour se nettoyer la peau, Lawrence Alma-Tadema, 1879.

Après leur matinée de travail, les Romains vont couramment aux thermes pour se détendre et suivent un parcours d'échauffement progressif puis de refroidissement. Les premiers itinéraires sont rétrogrades, c'est-à-dire que le baigneur passe par les mêmes pièces à l'aller et au retour. Il a ensuite évolué afin de ne pas faire repasser le baigneur par les mêmes salles et de limiter les croisements entre baigneurs. L'itinéraire est devenu circulaire pour les grands thermes et semi-circulaire pour les installations plus petites.
Tout d'abord, le baigneur dépose ses vêtements dans les vestiaires (apodyterium ou spoliatorium), puis s'échauffe en faisant du sport pour transpirer : jeux de balles, course à pied ou haltérophilie. Celui qui ne souhaite pas réaliser un effort physique se rend dans le tepidarium, la salle tiède, puis dans la salle plus chauffée du laconicum (étuve sèche) ou du sudatorium (étuve humide) afin de transpirer. Il passe ensuite aux bains chauds, se racle la peau à l'aide d'un ustensile appelé le strigile, sorte de racloir en fer recourbé puis il pénètre dans l'étuve (caldarium). Le bain de propreté est alors terminé. Après s'être reposé dans le caldarium, le baigneur passe aux bains tièdes, puis aux bains froids, (frigidarium),pour enfin aller se faire masser, épiler ou encore parfumer. Généralement, les Romains s'enduisent le corps d'huile dans le destrictarium (les Romains n'utilisent pas le savon, cependant connu des Gaulois). Les huiles et parfums sont conservés dans un unctuarium, une salle présente et identifiée dans les thermes romains de Glanum par exemple.

## Évocations dans les arts

### Littérature
Dans ses Lettres à Lucilius (livre VI, lettre 56), le philosophe romain Sénèque se plaint du bruit montant des bains publics au-dessus desquels se trouve son logis au moment où il écrit. Source de nombreux détails de la vie quotidienne aux bains, son texte forme une réflexion sur l'évolution de l'architecture et de l'usage des thermes au fil du temps, mais aussi plus généralement sur le thème de l'agitation quotidienne opposée au calme que recherche le philosophe.

### Bande dessinée
Le manga japonais Thermae Romae, publié par Mari Yamazaki de 2008 à 2013, relate les aventures d'un architecte romain spécialisé dans les thermes qui se retrouve régulièrement propulsé dans des onsen, des bains japonais, au XXIe siècle. L'intrigue est le prétexte à des aventures comiques et pédagogiques qui dressent un parallèle entre les cultures des bains des deux pays et des deux époques.